# Souzdal
Pour les articles homonymes, voir Souzdal (homonymie).
Souzdal (ˈsuzdəlʲ, en russe : Суздаль) est une ville de l'oblast de Vladimir, en Russie, et le centre administratif du raïon de Souzdal. Sa population s'élevait à 9 090 habitants en 2023. Ses habitants sont appelés les Souzdaliens.
Berceau de l’État russe, capitale historique de l'Opolié, la ville est l'une des plus anciennes de Russie, mentionnée dès 999 selon le Codex de Novgorod. Souzdal devient le fief de Vladimir II Monomaque au début du XIIe siècle, qui la transforme en principauté de Souzdal en 1125. La ville connaît alors son apogée, devenant un centre culturel et religieux de première importance, où nait l'architecture vladimiro-souzdalienne et ses nombreuses églises et monastères en pierre blanche. En 1157, elle perd son titre de capitale alors que la principauté devient la principauté de Vladimir-Souzdal, avec Vladimir comme capitale. L'essor de la ville continue, bénéficiant des faveurs des grands-ducs de Vladimir, même après que la ville ait été brûlée en 1238 lors de l'invasion mongole de la Rus' de Kiev. En 1389, la principauté de Vladimir-Souzdal est annexée par la Grande-principauté de Moscou, et Souzdal perd progressivement en importance. Pendant la Guerre de Succession moscovite, elle est le théâtre de la bataille de Souzdal, où le Khanat de Kazan fait prisonnier le Grand-prince de Moscou Vassili II. La ville est à nouveau incendiée à la suite de la bataille. Lors du Temps des troubles, la ville est capturée à deux reprises, puis voit un incendie en 1654 et une épidémie qui la dévaste en 1655. Malgré les tragédies, la ville reste importante aux yeux de Moscou, la ville devenant célèbre pour être le lieu de bannissement des tsarines tombées en disgrâce. Souzdal devient chef-lieu d'ouïezd en 1796, et le siège épiscopal a été transféré dans la ville. Au XIXe siècle, la ville est laissée à l'écart de la révolution industrielle. Au cours des années 1930, le pouvoir soviétique détruit une quinzaine d'églises, mais change ensuite d'avis pour la transformer en vitrine du pays. Désormais centre touristique, la ville est l'une des mieux préservées de Russie, et des dizaines de milliers de touristes la visite chaque année.
Qualifiée en russe de « Musée à ciel ouvert », la ville qui fêtera en grande pompe son 1000e anniversaire en 2024 témoigne d'une richesse architecturale exceptionnelle. Environ 200 bâtiments sont classés au patrimoine culturel russe, avec notamment le monastère de la Déposition fondé en 1207, le kremlin de Souzdal du XVIIe siècle ou les galeries commerciales de Souzdal du XIXe siècle. Cette héritage lui vaut d'être inscrite sur la liste des villes historiques de Russie, et d'être membre de l'association des Plus Beaux Villages de Russie. Depuis 1992, deux ses monuments sont inscrits au sein du site des monuments de Vladimir et de Souzdal sur la liste du patrimoine mondial de l'UNESCO.

## Géographie

### Situation
Souzdal est situé dans l'oblast de Vladimir, un oblast russe de la partie européenne de la Russie. La ville fait ainsi partie du district fédéral central, se situant à 220 km au nord-est de Moscou, la capitale du district et du pays, tandis que la ville de Vladimir, la capitale de son sujet, est à 35 km au sud,. Souzdal, comme tout l'oblast de Vladimir, est située dans le fuseau horaire MSK (heure de Moscou). Le décalage horaire appliqué par rapport au temps universel coordonné est +03:00.
La superficie de la municipalité est de 1 500 hectares, avec une longueur de 20,7 km du nord au sud, tandis que le cœur historique est lui long de 9 km sur le même axe.

### Localités limitrophes
Souzdal est entouré par dix localités limitrophes :
- au sud se trouvent Ivanovskoïe (sud-ouest), Tchernij (sud) et Glebovskoïe (sud-est);
- à l’est, se situent Kidekcha (est), Krasnoïe (est) et Troïtsa-Bereg(nord-est) ;
- à l’ouest, il y a le village de Seltso (nord-ouest) ;
- au nord se trouvent Kibol (nord-ouest), Romanovo (nord-nord-ouest) et Omoutskoïe (nord-nord-est).

Ces localités font partie de deux municipalités : la municipalité de Seltso à l'est, au nord et à l'ouest, ainsi que la municipalité de Pavlovskoïe au sud.
| Seltso, Kibol | Romanovo, Omoutskoïe | Krasnoïe, Troïtsa-Bereg |
|               | Souzdal              | Kidekcha                |
| Ivanovskoïe   | Tchernij             | Glebovskoïe             |

### Relief, hydrographie et géologie
La ville de Souzdal se situe dans une plaine vallonnée dépourvue d'arbres, qui est traversée par un ensemble de petits ravins et creux peu profonds. Ce paysage est commun à l'Opolié. Elle se trouve en effet dans la région naturelle et historique de l'Opolié. L'Opolié est située dans l'interfluve de la Volga et de l'Oka, sur le plateau central de Russie. L'Opolié est délimité par la Kliazma au sud, par la Nerl à l'est, et s'étend jusqu'au lac Plechtcheïevo à l'ouest (à Pereslavl-Zalesski). Cette région est plate et légèrement vallonnée, avec des sols très riches en terres noires, rendant le sol très fertile.
Les différences d'élévation du relief de la ville de Souzdal varient de 102 à 105 m à 105,0 m dans la plaine inondable de la rivière Kamenka jusqu'à 123 à 130 m au niveau de la rue Engels. Elle se situe loin des grands cours d'eau, sur les rives de la petite rivière Kamenka (le cœur historique est sur la rive gauche), un affluent de rive droite de la Nerl, qui à son tour est un affluent de la Kliazma .
La ville se situe sur des dépôts du Quaternaire moyen et de l'Holocène. Lors de la dernière glaciation, la région était recouverte par les glaciers. Ces glaciers ont déposé des roches dans la vallée préglaciaire de la Nerl, la remplissant. Ces dépôts s'étalent sur environ 50 km de l'aval à l'amont de la Nerl, et sur 10 à 20 km de large. Ces dépôts sont composés d'argiles, de loams et de moraines, qui sont épais de 1 à 11 mètres de profondeur selon les endroits. Sous ces roches, à une profondeur de 45 à 90 m se situe une nappe phréatique.

### Climat
La ville connaît un climat continental humide de type Dfb selon la classification de Köppen, mais les hivers ne sont pas assez froids pour être qualifié de climat subarctique. La ville ne connait pas de changement brutal entre les températures, la transition entre l'hiver et l'été se faisant en douceur. Pour la norme russe, les hivers sont modérément froids, et ils durent environ 4 à 5 mois, entre novembre et mars. Durant l'hiver, les températures froides sont causées par les masses d'air venues de l'océan Arctique.
La saison estivale dure de juin à septembre, et est modérément chaude, bien que Souzdal ne connait pas les canicules. L'été est influencé par des masses d'air pouvant soit rendre la période estivale sèche et chaude, soit nuageuse et pluvieuse. Les masses d'air venues d'Asie centrale, du Kazakhstan, de la Méditerranée ou de la mer Noire apportent le temps sec et chaud. Le printemps et l'automne sont marqués par des températures fraiches, avec des masses d'air pouvant soit venir du continent, apportant un temps ensoleillé et chaud, ou soit de l'océan Atlantique, apportant humidité et nuages. Juillet, avec une température moyenne de 19,8 °C, est le mois le plus chaud de l'année, tandis que janvier est le plus froid, avec une moyenne de −8,5 °C. La température moyenne annuelle est elle de 5 °C.

Souzdal est située dans une région assez humide, avec une moyenne de 703 mm de pluie par an. Mai, juin et juillet sont la période la plus pluvieuse, tandis que l'hiver, où l'anticyclone de Sibérie prend place, a un vent froid et sec, avec peu de précipitations. Février est le plus sec, avec seulement 39 mm de précipitations, contre 82 mm de précipitations pour le mois le plus pluvieux qu'est juillet.
| Mois                                | jan.  | fév.  | mars | avril | mai  | juin | jui. | août | sep. | oct. | nov. | déc. | année |
| ----------------------------------- | ----- | ----- | ---- | ----- | ---- | ---- | ---- | ---- | ---- | ---- | ---- | ---- | ----- |
| Température minimale moyenne (°C)   | −11,1 | −10,9 | −6,8 | 0,1   | 7,2  | 11,6 | 15   | 13,3 | 8,3  | 2,7  | −3   | −7,4 | 1,58  |
| Température moyenne (°C)            | −8,5  | −7,9  | −3,1 | 5,4   | 12,9 | 16,7 | 19,8 | 17,7 | 12   | 5,2  | −1,1 | −5,3 | 5,19  |
| Température maximale moyenne (°C)   | −6,3  | −5,4  | 0,2  | 9,9   | 17,3 | 20,6 | 23,7 | 21,6 | 15,4 | 7,7  | 0,6  | −3,3 | 3,49  |
| Précipitations (mm)                 | 47    | 39    | 39   | 46    | 60   | 82   | 80   | 74   | 64   | 68   | 53   | 51   | 703   |
| Nombre de jours avec précipitations | 9     | 8     | 7    | 8     | 8    | 9    | 9    | 9    | 8    | 9    | 8    | 9    | 111   |
| Humidité relative (%)               | 85    | 83    | 80   | 69    | 64   | 67   | 69   | 71   | 75   | 79   | 83   | 85   | 85    |

| Diagramme climatique                                  |             |           |          |           |            |          |            |           |          |         |            |
| J                                                     | F           | M         | A        | M         | J          | J        | A          | S         | O        | N       | D          |
| −6,3−11,147                                           | −5,4−10,939 | 0,2−6,839 | 9,90,146 | 17,37,260 | 20,611,682 | 23,71580 | 21,613,374 | 15,48,364 | 7,72,768 | 0,6−353 | −3,3−7,451 |
| Moyennes : • Temp. maxi et mini °C • Précipitation mm |             |           |          |           |            |          |            |           |          |         |            |

### Environnement

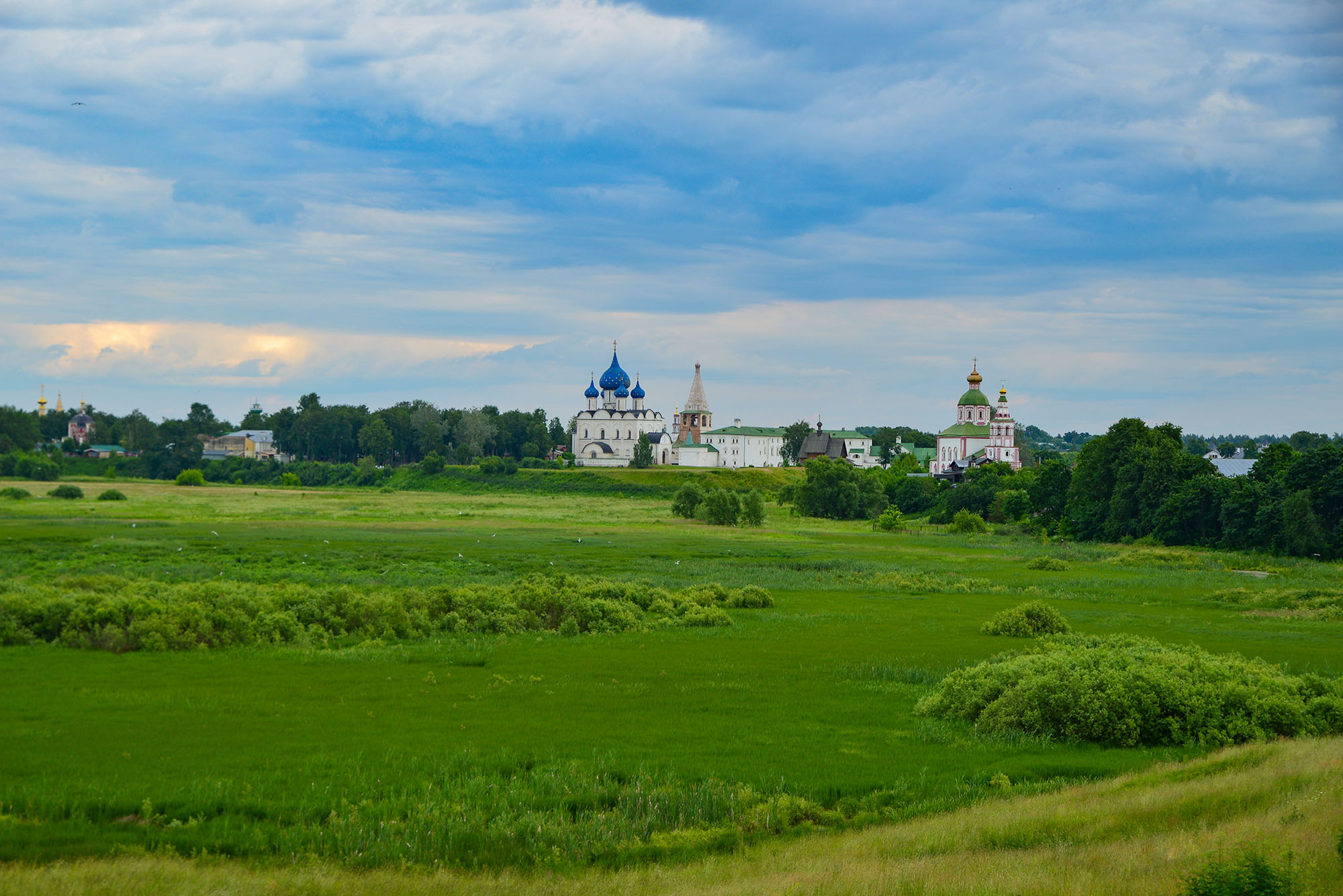
La prairie d'Élie.

La ville de Souzdal souhaite devenir un exemple en matière de protection de l'environnement, mais la ville possède des usines polluantes. En 2014, 33 entreprises étaient enregistrées comme émettant des gaz à effet de serre et/ou des substances nocives, dont 26 qui doivent respecter des quotas pour rester ouvertes. L'entreprise la plus polluante est Suzdalteplosbyt LLC, qui émettait en 2014 57,83 tonnes de gaz, soit 48 % des émissions de toute la ville, suivi de LLC « GK » qui émettait elle 9,95 tonnes d'émission de gaz.
Dans les limites de la ville se trouve la zakaznik paysagère d'importance régionale prairie d'Élie, située sur la rive droite de la Kamenka, en face du kremlin de Souzdal. Le parc, qui a une superficie d'à peine 40,8 hectares, est la prairie la plus grande de Souzdal. Elle est protégée depuis le décret du 19 avril 1999 du gouverneur de l'oblast de Vladimir,. Jusqu'en 2017, la ville possédait un monument naturel d'importance régionale d'une superficie de 4 hectares nommée « Pinède ».
En 2022, 8,1 millions de roubles ont été alloués pour la protection de l'environnement, principalement pour nettoyer les zones polluées par des décharges.

## Urbanisme

### Occupation des sols
L'occupation, telle qu'elle en ressort de la documentation municipale, est constituée à près d'un tiers de zones résidentielles et publiques, suivi à hauteur de 22 % en 2017 de zones agricoles (hors potagers).
Le patrimoine foncier de la ville est réparti entre 1 299 hectares (86,6 %) à l'oblast, le raïon et la municipalité, 161 hectares (10,7 %) aux personnes physiques, 74 hectares (4,9 %) à la fédération de Russie et 40 hectares (2,7 %) aux personnes morales. À des fins d'urbanisme, la ville est divisée en 75 quartiers cadastraux.
| Année                             | 2017 (ha) | 2017 (%) |
| --------------------------------- | --------- | -------- |
| Zones résidentielles et publiques | 419       | 27,93    |
| Espaces verts publics             | 33        | 2,2      |
| Rues, places                      | 99        | 6,6      |
| Zones industrielles               | 54        | 3,6      |
| Potagers                          | 91        | 6,07     |
| Zones agricoles                   | 332       | 22,13    |
| Autres                            | 472       | 31,47    |
| Total                             | 1500      | 100      |

### Logements
Le parc immobilier de la ville est composé, selon les chiffres de 2014, de 154 immeubles d'habitation jusqu'à 12 mètres de haut (dans les quartiers nord-est) et des immeubles résidentiels individuels jusqu'à 2 étages et une hauteur de 8 à 10 mètres. Il y a de plus 2 069 maisons dans la ville. En 2013, le logement moyen faisait 26,2 m2, soit plus que la monne nationale de 23,4 m2 et la moyenne du district fédéral central de 24,8 m2.

### Voies de communication et transports

#### Réseau routier
Elle est reliée à Ivanovo et à Vladimir par la route fédérale R132, qui doit être mise en 2x2 voies en août 2024 juste à temps pour les festivités des 1000 ans selon Rosavtodor. L'aéroport le plus proche est l'aéroport de Moscou-Joukovski. La voirie est, selon les chiffres de 2014, longue de 56,4 km, dont 53,7 km en asphalte ou en béton, le reste étant en terre ou en gravier. Elle est entièrement municipale, aucune route n'est régionale ou fédérale dans les limites de la municipalité. Il y avait 90 rues dans la ville en 2014.
La ville possédait en 2014 3 parkings payants, d'une capacité totale de 600 voitures, qui sont complets le week-ends et jours fériés. Depuis le 2 septembre 2023, les places de parkings du centre-ville, soit 850 places en tout, sont devenus payantes. Le tarif est de 50 roubles/heure en semaine, et de 100 roubles/heure les week-ends et jours fériés, avec cependant des tarifs journée et des tarifs préférentiels pour les habitants, voire gratuit pour les handicapés, vétérans et certaines autres parties de la population. Pour les résidents, un tarif à l'année est de 1 000 roubles/voiture.
Pour la municipalité, les horodateurs devraient permettre l'ajout de 30 millions de roubles par an pour le budget de la ville, avec 97 % de cette somme venant de ce qui sera payé par les touristes. Cependant, le maire Sakharov a annoncé que deux nouveaux parkings gratuits de 500 places en tout seront ouverts en 2024 en périphérie.

#### Transports en commun
Le réseau d'autobus municipal est, en 2014, composé de quatre lignes, avec en tout 5 bus jusqu'à 32 places chacun. Il y avait alors 42 arrêts de bus dans la ville. Le réseau avait une fréquentation de 1,129 4 millions de voyages en 2014, soit une baisse de 16,6 % par rapport à 2012. Outre le réseau de bus, 92 taxis étaient alors enregistrés dans la ville.

## Toponymie

### Première mention

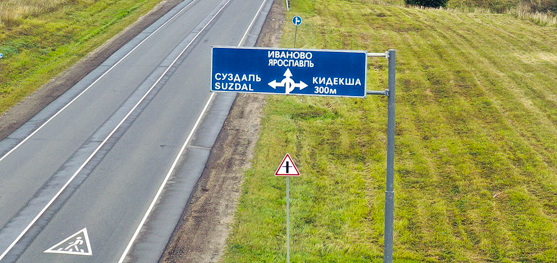
Souzdal écrit en russe et en anglais sur un panneau routier de la R132.

Il était pendant longtemps assumée que la ville apparaissait dans l'historiographie médiévale seulement en 1024, dans la Chronique des temps passés (Chronique laurentienne), lors d'une insurrection par des Volkhves. Elle est désignée sous le nom de « Soujdali ». Cependant, l'histoire d'une révolte dans cette chronique implique, selon Mikhaïl Tikhomirov, spécialiste soviétique en paléographie, qu'une ville d'importance significative existait déjà, sans pour autant qu'il y ait des preuves écrites. À noter que cette première mention fait bien référence à la ville, et non à quelconque principauté.
Mais dans le Codex de Novgorod, le plus vieux livre de la Russie kiévienne, exhumé le 13 juillet 2000 à Novgorod, Andreï Zaliznyak a montré que Souzdal était mentionnée. Il a prouvé que le codex était un palimpseste, et que dans les « textes cachés », il était dit qu'en 999, un certain moine Isaac fut nommé prêtre à Souzdal dans l'église de Saint-Alexandre l'Acémète.

### Thèses de l'origine du nom

#### Thèses finnos-ougriennes
Mikhaïl Tikhomirov, en montrant que de nombreuses villes russes remontaient aux IXe et Xe siècles, a classé Souzdal parmi les 25 villes les plus anciennes et plus importantes du pays. Selon lui, le « l » à la fin est une terminaison identique aux noms des villes de Iaroslavl, de Rostislav, d'Iziaslavl, y voyant une indication de construction. Il n'a cependant pas expliqué l'origine de la terminaison. Aussi selon lui, il voit le nom de Soujdal/Souzdal comme d'origine finno-ougrienne. David Emmanuel Daniel Europaeus, linguiste et un archéologue finlandais du XIXe siècle, a comparé le nom de la ville avec le mot finnois et estonien« susi » signifiant « loup ». Mais pour Alexeï Chakhmatov, historien des langues slaves, le nom de la ville serait proche du mot finnois « susudal ». Max Vasmer, linguiste allemand né en Russie, a contredit Chakhmatov car le mot « Susudal » est aussi mentionné dans la Gesta Hungarorum à propos du processus de Honfoglalás.

#### Thèse slave
Selon Oleg Troubatchiov, linguiste soviétique et russe, dans un article nommé «Encore une fois à propos du nom Souzdal», il soutient que l'origine du nom est purement russe. Le nom de Souzdal serait né d'une dérivation du mot «зиждж» (zijdij), signifiant « bâtiment ». À l'origine, le mot zijdij servait à définir toute chose fabriquée, que ce soit de la vaisselle ou des bâtiments. Le toponyme est ainsi selon lui une formation verbale, le mot « создать » (sojdati), signifiant « créer ». Il suppose d'ailleurs qu'il existait en vieux-russe le mot « suzdal » signifiant bâtiment en briques .

#### Thèse scandinave
Andreï Zalizniak, linguiste soviétique puis russe, membre de la Société de Linguistique de Paris, de l'Académie des sciences de Russie et de l'Académie des sciences de Göttingen, a suggéré que le toponyme original était « Soujdal », tandis que « Souzdal » était une forme secondaire. Il rapporte que dans Hákonar saga Hákonarsonar, le nom de Souzdal est donné sous le nom de « Sydridalariki », le comparant au mot « Sydri ». Il pense que la première partie du mot « sudr » signifie « sud » tandis que la seconde partie, « dalr », signifie « vallée », rendant alors « vallée plus méridionale »,. Il nuance cependant, car dans l'ouvrage Saga d'Örvar-Oddr (XIIIe – XIVe siècle), la ville est désignée sous le nom de Sursdalr ou Súrdalar. Dans ce cas là, il explique que cela dérive de surr – « aigre » et de dalr – « vallée », soit « vallée aigre ». En tout, le nom de Souzdal est mentionné six fois dans les écritures en vieux norrois, mais jamais avec une seule orthographe. Lorsque la principauté est mentionnée, Sydridalariki/Sudrdalariki sont employés tandis que Surdalar est employé pour la ville elle-même.
Zalizniak s'appuie aussi sur le Hauksbók, manuscrit médiéval islandais, qui a une partie dédiée à la géographie du monde connu. Il est la plus vieille mention existante de la ville hors de la Russie, datant du tout début du XIIe siècle. L'ouvrage mentionne Garðaríki avec les villes de Moramar (Mourom), de Rostofa (Rostov Veliki), de Holmgarðr, de Syrnes ou bien de « Surdalar » pour désigner Souzdal. À noter que cette première mention désigne la ville elle-même et non la principauté de (Vladimir-)Souzdal, prouvant l'importance de la ville.

### Toponymies des environs

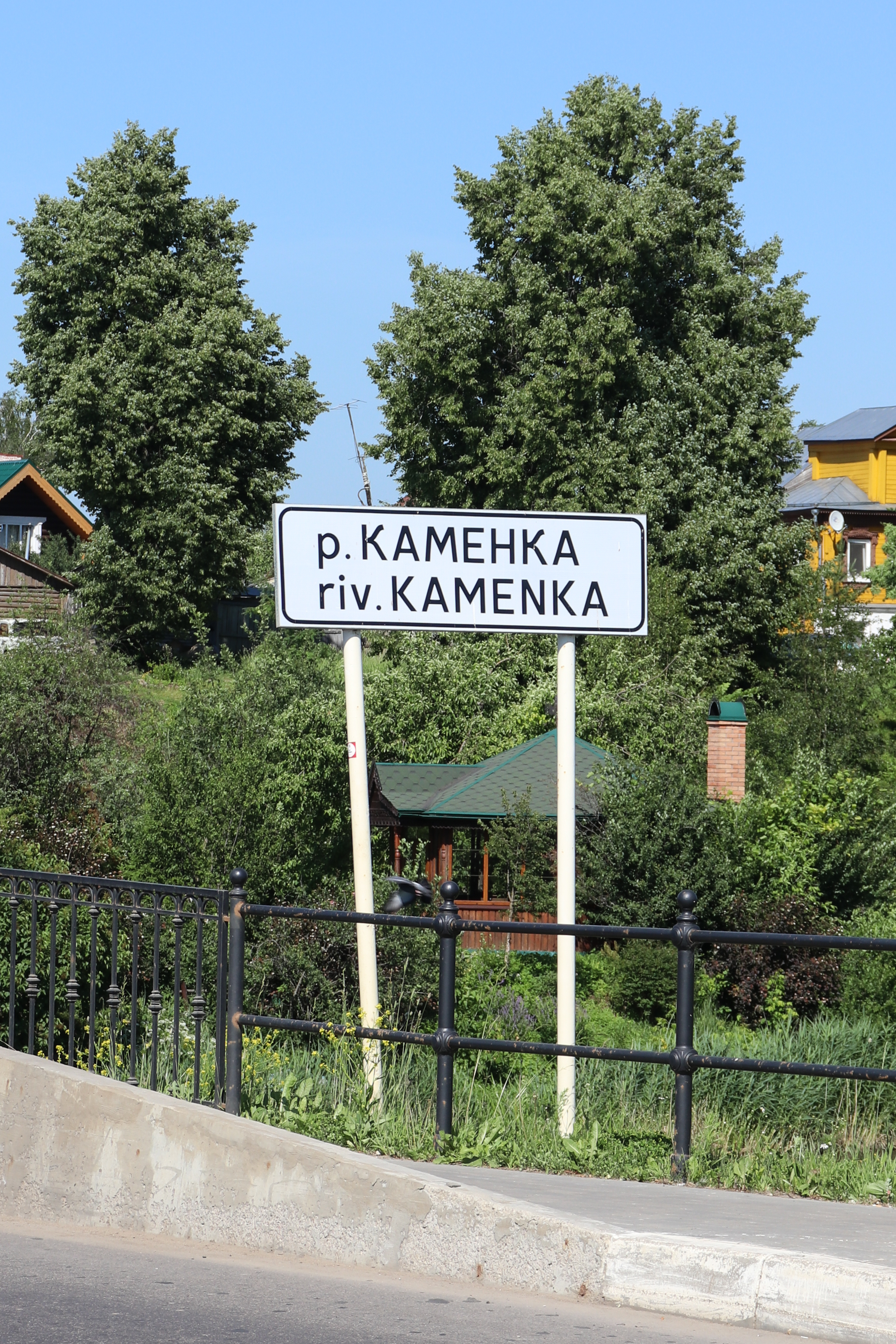
Panneau routier signalant la rivière Kamenka.

La région de l'Opolié possède une importante part de ses toponymes d'origine slave, dû au peuplement précoce de la région par les slaves dès le début du Moyen Âge. Néanmoins, les tribus finnos-ougriennes qui vivaient auparavant sur ces terres ont laissé leur traces. Ainsi, la Nerl, principale rivière de l'Opolié passant près de Souzdal, a sa racine « ner » qui peut être traduit du finno-ougrien en un endroit bas et marécageux. Cette même racine est retrouvée dans le lac Néro, la ville de Nerekhta et d'autres.
Dans les environs de Souzdal, les racines finno-ougriennes « kiv », « ku », « ko », qui signifient « pierre ». Le village de Kidekcha, soit « baie caillouteuse » ou « rivière caillouteuse », est un exemple. La rivière Kamenka, qui traverse la ville, est elle une traduction littérale (calque), car Kamenka signifie « pierre » en russe.

## Histoire

### Peuplement de la région

#### Préhistoire et antiquité
Aucune donnée archéologique ou historiographique ne permet de retracer précisément l'histoire du site de Souzdal avant le Moyen Âge. Il est cependant attesté que les premiers hommes sont arrivés dans la région il y a 25 à 30 000 ans AP. Le site des Sungir est situé à une trentaine de kilomètres au sud, et est la plus ancienne preuve.
Au Ier millénaire av. J.-C., la région était peuplée par des peuples de la culture de Diakovo, culture s'étalant des collines de Valdaï jusqu'à l'Oka. De nombreux sites ont été retrouvé en Opolié, dont des kourganes au sud-ouest de Souzdal et dans le village voisin de Seltso,.
Sous l'antiquité, la région de l'interfluve Volga-Oka était habité par les peuples finno-ougriens, en particulier les Mériens, les Mouromiens et Mechtchériens. Les Mériens vivaient en particulier dans l'Opolié, et dans la zone de Souzdal, d'après des preuves archéologiques. Ces Mériens bénéficiaient des rivières et des sols extrêmement fertiles pour leur agriculture. Le village de Kibol, au nord-ouest de Souzdal, était un village mérien. Les populations étaient engagée dans le commerce, l'Oka, la Kliazma, la Nerl et la Soudoga étant des artères commerciales à la fois avec l'Europe, avec l'Empire byzantin, la Scandinavie et l'Orient,.

#### Premiers slaves
La colonisation slave du nord-est de la Russie, dont de l'Opolié, a commencé aux alentours du IVe siècle pour certaines tribus, mais s'est intensifiée entre le VIIe et le IXe siècle. La Zalessié, terre historique du nord-est de la Russie allant de Pereslavl-Zalesski en passant par Souzdal et jusqu'à Galitch fut principalement peuplé par les Viatitches, mais aussi dans une moindre mesure par les Slaves de Novgorod. L'influx des Slaves a entraîné un exode progressif des peuples finnos-ougriens ainsi qu'une russification de certains d'entre eux qui choisissaient de rester. La Chronique des temps passés, qui date en 859 l'arrivée des Varègues en Russie, dit que ces Varègues ont imposer entre autres peuples un tribut aux Mériens. Les Varègues dominaient tout le nord de la Russie européenne, et fondèrent les premières villes, mais Souzdal n'est alors pas mentionnée.
Les fouilles archéologiques situent que la colonie de l'époque était située sur une cap étroit d'une rive de la Kamenka, au niveau de la confluence de son affluent le Gremiatchka. À cette époque, les habitants avaient un culte païen, avec des Mages, qui firent preuve d'une grande résistance à l'arrivée du christianisme. Sur la colline Iarounova se trouvait prétendument le dieu Iaroun, dieu des récoltes. Deux autres dieux étaient vénérés, Pinaï et Obloupa, la dernière ressemblant à Bacchus. Les évêques qui venaient christianiser les terres de l'Opolié étaient souvent expulsés ou tués.

### Essor auxXIIeetXIIIesiècles

#### Iaroslavl Vladimirovitch puis le Sage

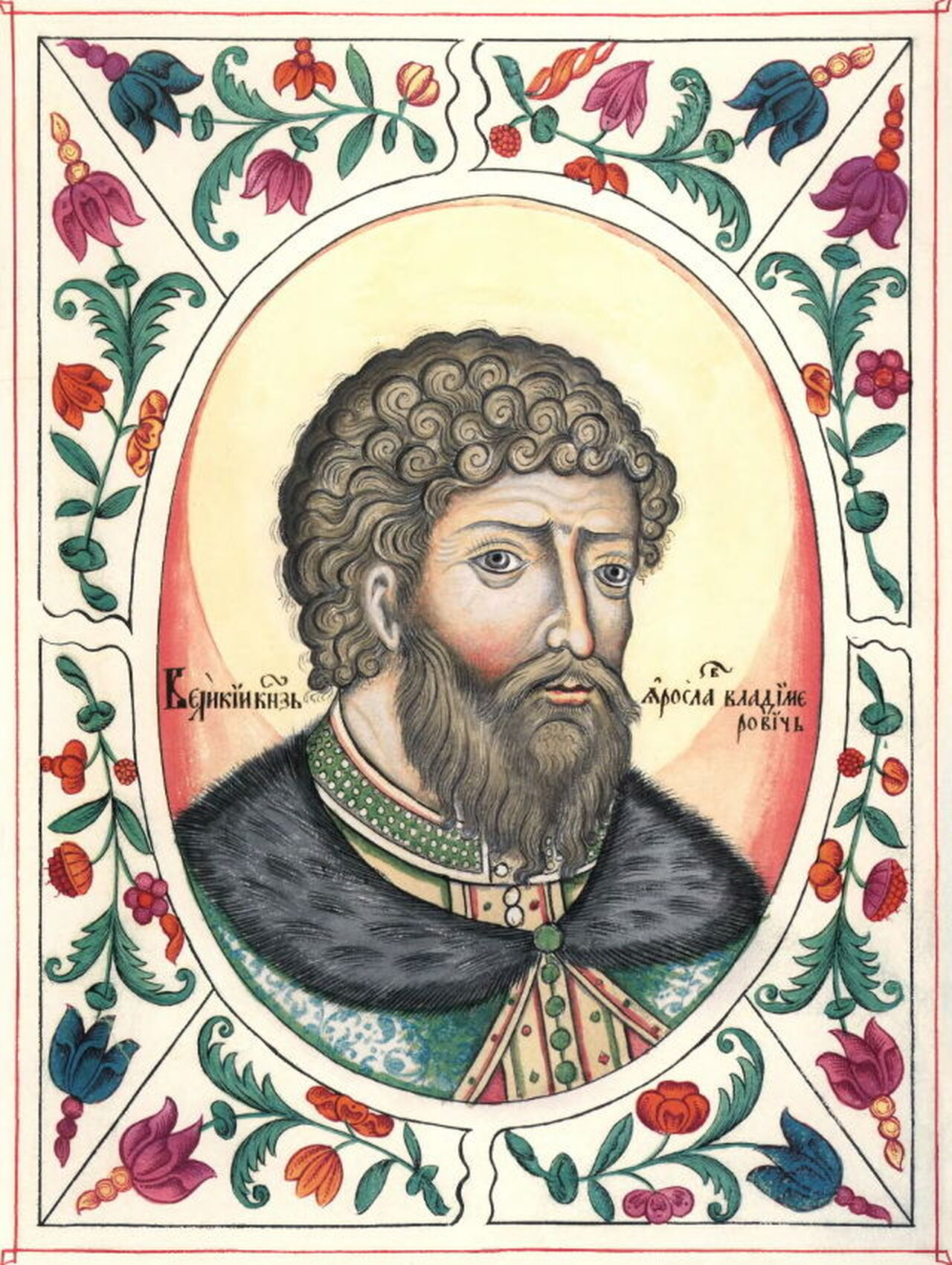
Portrait de Iaroslav le Sage, dans le Titulaire du tsar, 1672.

La ville apparaît pour la première fois dans l'histoire en l'année 1024, alors que la colonisation slave du nord-est de la Russie est en cours. À cette époque, les terres de Rostov-Souzdal appartenaient ainsi à Iaroslavl le Sage qui étaient aussi prince de Novgorod. Elle est mentionnée cette année-là à cause d'une insurrection des Volkhves qui se sont rebellés et ont commencé à tuer les « enfants les plus âgés » à la suite d'une mauvaise récolte. Pour résoudre la situation, le grand-prince de Kiev Iaroslav Vladimirovitch s'est rendu à Souzdal pour réprimer le soulèvement, en exécutant les Volkhves,. À cette époque, Souzdal était apparemment plusieurs établissements ruraux avec un village central fortifié dans un coude abrupt de la rivière à la confluence de la Kamenka et son affluent le Gremiatchka.
Sous Iaroslavl Vladimirovitch, la ville (tout comme Rostov) attire les populations artisanales et commerçantes, ville qui concentre alors déjà des boyards (qui ont peu d'influence à Souzdal comparé à Rostov) et une noblesse féodale locale. Mais Souzdal restait bien moins importante que Rostov.

#### Vladimir II Monomaque
Après la mort de Iaroslavl le Sage en 1054, un partage des terres eut lieu entre ses fils. Son fils Vsevolod Ier de Kiev reçut par testament Rostov, Souzdal et Beloozero entre autres. Il posséda ces terres jusqu'à sa mort en 1093, où il les légua à son fils Vladimir Vsevolodovitch (qui devient Vladimir II Monomaque en 1113). Durant son règne, Vsevolod n'aurait jamais visité la Zalessié, et la ville était gouvernée par des possadniks princiers.

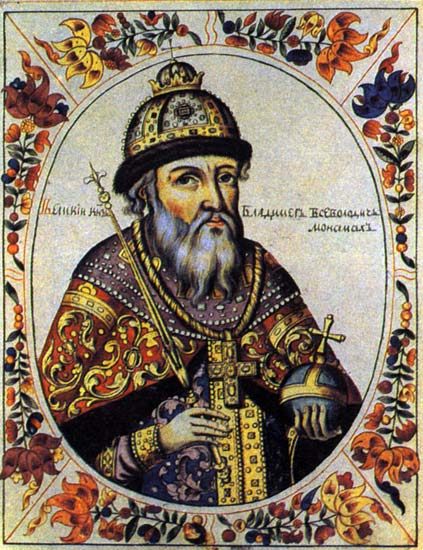
Vladimir II Monomaque, dans le Titulaire du tsar, 1672.

Dans les années 1070, une vague d'agitation antiféodale et antichrétienne anime la Rus' de Kiev, en particulier les terres du nord-est à la suite de l'envoi d'un évêque, mais la ville n'est pas mentionnée alors dans les chroniques. À cette époque Souzdal n'était qu'un avant-poste russe lointain du nord-est dans des terres encore hostiles aux Russes.
En 1094, la Rus' de Kiev s'enfonce dans une guerre civile. Elle oppose d'une part les fils de Sviatoslav II Oleg Sviatoslavitch, Davyd Sviatoslavitch et Iaroslav Sviatoslavitch à d'autre part le prince de Kiev Sviatopolk II, le prince Vladimir Monomaque et leurs alliés du triumvirat de Iaroslavitch (ru). Les deux parties doivent d'ailleurs faire face aux Coumans et leurs raids sur les terres Rus'. Les Sviatoslavitch veulent la restitution de l'héritage de leurs pères pris par les seconds. En 1094, Tchernigov tombe aux mains des Sviatoslavitch. Deux ans plus tard intervient la campagne de Mourom, où le prince Oleg lance une campagne contre Vladimir Monomaque et le prince de Mourom Izyaslav Vladimirovitch (un des fils de Monomaque). À la suite de la bataille, Oleg reprend la ville, Monomaque part vers le nord-est et Izyaslav meurt.
Le fils de Monomaque, Mstislav Vladimirovitch, apprend qu'Oleg revendique Mourom, mais prétend aussi sur les terres de Rostov-Souzdal. Il envoie alors une lettre à Oleg où il admet que son frère Izyaslav est mort et qu'il faut arrêter les combats:
« Retournez à Mourom, mais n'allez pas sur les terres des autres ; J'enverrai mon escouade prier mon père et je vous réconcilierai avec lui ; et qu'il a tué mon frère, c'est-à-dire qu'il n'est pas surprenant que des rois et des hommes meurent dans les batailles. »
Oleg ne voulut pas écouter Mstislav, et se prépara à la guerre, en s'associant à son frère Iaroslav Sviatoslavitch. Il envoya ce frère en patrouille, tandis que lui avec son armée s'installèrent dans un champ près de Rostov. Mstislav Vladimirovitch rassembla une grande armée de Novgorodiens, et Iaroslav et Oleg se retirèrent à Souzdal. Les deux derniers incendièrent les fortifications de Souzdal, mais laissèrent intacts les monastères, puis partirent à Mourom. Mstislav envoya une lettre pour lui proposer la paix. Oleg, comprenant qu'il serait difficile de vaincre Mstislav, a répondu par un message avec des assurances de paix, et Mstislav autorisa son armée à se disperser dans les villages environnants de Souzdal pour se nourrir.
Le stratagème marcha, et Oleg et ses troupes apparurent non loin du camp de Mstislav sur la rivière Kliazma. Mais contrairement à ce que pensait Oleg, Mstislav ne fuit pas, et rassembla vite son armée. Pendant quatre jours, près de Souzdal, les deux opposants se tirent les uns devant les autres, sans déclencher la bataille. Au cinquième jour, le frère Viatcheslav de Mstislav arriva, accompagné d'une armée de Polovtses. Réalisant qu'il ne pouvait plus hésiter, Oleg déclencha la bataille le sixième jour. Oleg fut vaincu, et s'enfuit. À la suite de la bataille, il fut convoqué le Congrès de Lioubetch entre les différents partis,. Le congrès confirma les droits de Monomaque sur le nord-est de la Russie, dont Souzdal,.
À partir du dernier quart du IXe siècle, des signes de vie ecclésiale et administrative apparaissent à Souzdal, malgré sa dépendance totale à la Rus' de Kiev, avec des seigneurs féodaux. Il y avait des institutions sociales, bien que l'on ne sache pas exactement lesquelles, et Souzdal pouvait résoudre les problèmes de guerre et de paix avec les villes environnantes. Il y avait des possadniks princiers, une collecte des tributs ,. Dès 1077, la ville est incluse dans la métropole de Pereïaslavl. Vers cette époque, le premier monastère de la ville est fondé, le monastère de Saint-Pierre, ainsi qu'une cathédrale de la Nativité.
Au tournant des XIe et XIIe siècles, Vladimir Monomaque construisit la première cathédrale en pierre à Souzdal, la cathédrale de l'Assomption, en l'honneur de la cathédrale de l'Assomption de la Laure des Grottes de Kiev. La date probable de la construction de la cathédrale est considérée comme 1101-1102. Au début du XIIe siècle, Vladimir Monomaque dote la ville d'une forteresse, bien que des habitations soient aussi autour. Il construisit une cour princière proche de sa cathédrale, avec les rues qui s'étendaient depuis les portes de la forteresse jusqu'à la cathédrale, créant un plan radial. Avec cette nouvelle fortification, la ville étendit 8 à 9 fois sa superficie, soit une superficie de 14 hectares, la taille actuelle du kremlin de Souzdal, bien que les bâtiments ont changé depuis.
En 1107, d'après la chronique de Rostov, la ville se fait attaquer par les Bulgares de la Volga, un ennemi émergeant qui avait déjà attaqué Mourom en 1088. Les troupes bulgares envahissent en 1107 la terre de Souzdal et assiégent la ville, mais avec la forteresse entourant la ville, les Bulgares ne peuvent prendre la ville. Pour gagner face aux Bulgares, les Souzdaliens quittèrent la forteresse pour une bataille ouverte, où ils défirent les Bulgares. Ces derniers dévastèrent alors les villages alentour, tuant les paysans et pillant les villages, mais en 1108, Vladimir Monomaque arriva, et battit pour de bon les Bulgares,.

#### Iouri Dolgorouki

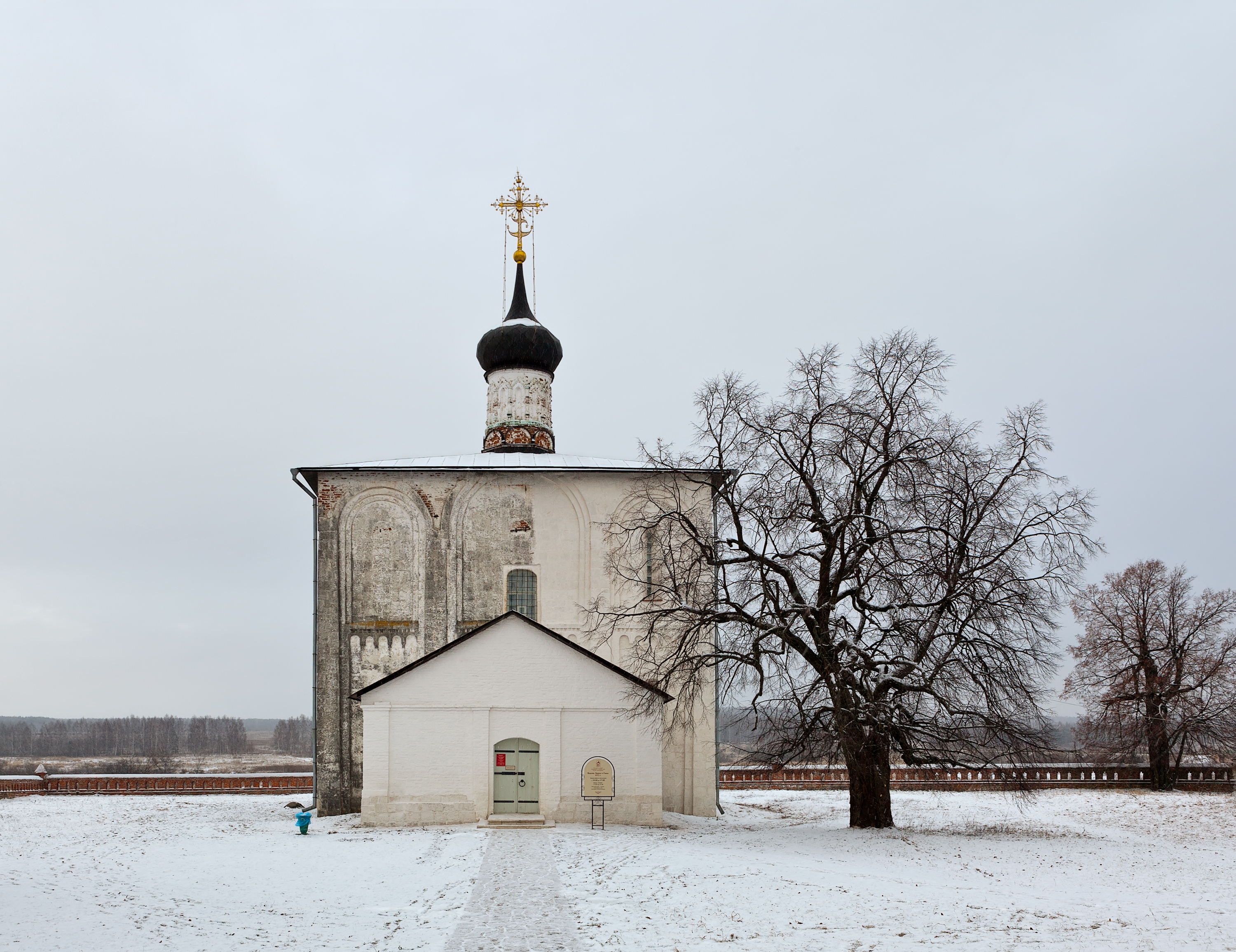
Église Saints-Boris-et-Gleb dans le village voisin de Kidekcha.

En 1107 ou 1108, Vladimir II Monomaque envoie son fils Iouri Vladimirovitch (Dolgoriurki) pour régner sur les territoires de Rostov et de Souzdal. Cela montre que la ville était encore peu importante étant donné que c'était son fils cadet. En 1107, il épouse une femme Polovtse afin de sécuriser les frontières de la Rus' contre les raids. Pendant son règne, il fait progressivement transformé Souzdal en une capitale bien que Rostov restât nominalement la ville la plus ancienne.
En 1120, depuis Souzdal, Iouri et son commandant Georgui Chimonovitch menèrent une campagne contre le Khanat bulgare de la Volga, dans le but de protéger les frontières orientales de sa principauté. Pendant son règne, la ville lui sert aussi de base arrière pour aller mener des batailles dans le but d'obtenir le trône de Kiev, qu'il obtient finalement en 1249. En 1125, Iouri Dolgorouki fait officiellement de Souzdal sa capitale à la place de Rostov, créant alors la principauté de Souzdal, succédant à la principauté de Rostov,.
Le règne de Iouri à Souzdal est marqué par un essor de la ville et de la région. Il règne de manière indépendante à Kiev. La ville s'agrandit considérablement sous Dolgorouki, entraînant la création d'une nouvelle ligne de fortifications. En 1148, la cathédrale de l'Assomption de Monomaque est s'détruite, et une nouvelle fut érigée sous l'ordre de Iouri Dolgorouki. En 1152, il construisit une résidence de campagne au bord de la Nerl à Kidekcha, lui permettant de prendre le contrôle de la Nerl, importante route commerciale vers Novgorod-la-Grande. Dans ce domaine princier, il construit l'église Saints-Boris-et-Gleb, plus vieil édifice en pierre blanche du Nord-Est. Il construisit par ailleurs l'église du Saint-Sauveur à Souzdal. Les portes de la forteresses sont des portes dorées, semblables à l'actuelle porte dorée de Vladimir.

#### André Bogolioubski

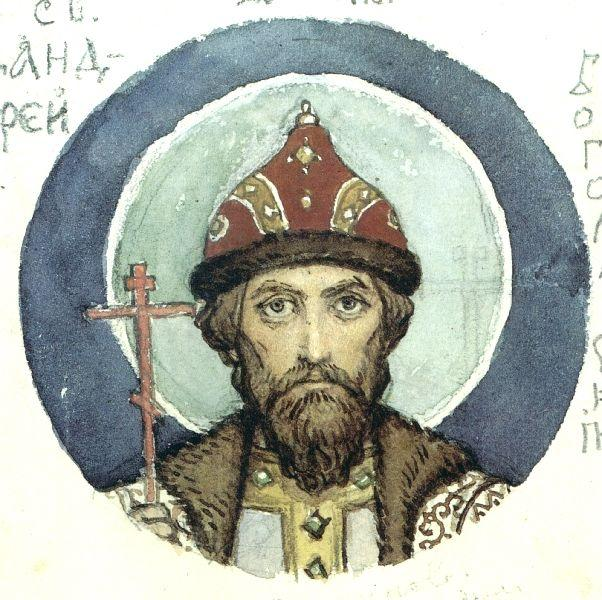
André Bogolioubski par Viktor Vasnetsov, 1885-1896, Galerie Tretiakov, Moscou.

En 1155, le fils de Iouri Dolgorouki, André Bogolioubski, quitta Kiev et le sud de la Russie, pour s'établir à Vladimir, qu'il choisit comme résidence. Il avait comme plan de mettre ses fils à lui respectivement à Rostov et à Souzdal, mais le plan ne fut pas réalisé. Durant son voyage vers Vladimir, il emporta une icône, aujourd'hui connue sous le nom de Notre-Dame de Vladimir,.
Après la mort de Iouri Dolgorouki en 1157, un soulèvement des citadins de Souzdal éclata dans la ville. Le soulèvement fut causé par ce que faisait l'administration de Souzdal, nommée par Iouri Dolgorouki. Les villages furent pillés, et surtout la cour princière de Souzdal. Le soulèvement eut aussi lieu à Rostov, et fut attisé par les boyards dans les deux villes. La même année, assez vite, une fois le soulèvement réprimé, André déplaça la capitale à Vladimir, transformant la principauté en principauté de Vladimir-Souzdal. Cependant, il continua de vivre par la suite à Souzdal. En 1159, un conflit éclata à Souzdal entre les habitants et l'évêque Léon, nommé évêque un an plus tôt, qui était accusé d'enrichissement par les habitants. Il avait en effet imposé un impôt ecclésiastique en faveur de lui-même non seulement sur l'église, mais aussi sur toutes les chapelles. Cet impôt était demandé par le patriarche de Constantinople, qui souhaitait contrôler plus la Rus' de Kiev, alors qu'André souhaitait lui qu'il puisse nommer son propre métropole à Vladimir pour être indépendant de Constantinople et Kiev. En 1162, André prit la décision d'expulser de Souzdal ses frères Mstislav et Vassilko avec leur mère vers Constantinople. La même année, il expulsa l'évêque Léon.
Dans les années 1660, André Bogolioubski entreprend des guerres contre les dynasties princières concurrentes et tente de contrôler Novgorod et Beloozero. C'est ainsi qu'au début de 1170, durant l'hiver, le prince de Souzdal Mstislav Andreevitch fils de André Ier Bogolioubski, vient avec ses troupes de Souzdal, Vladimir entre autres assiéger Novgorod. Mais la campagne échoue, les Novgorodiens tenant bon. Pendant le siège, selon la légende, la Vierge fit son apparition et les Souzdaliens furent couverts de ténèbres. Le prince de Souzdal et son armée durent se retirer. De la partie légendaire est apparu l'icône de La bataille des Souzdaliens et des Novgorodiens.

#### Mort d'André Bogolioubski et crise politique
Au château de Bogolioubovo (près de Vladimir), André est assassiné dans la nuit du 29 juin 1174 par une vingtaine de boyards, avec comme chef le boyard Iakim Koutchkof,. Cet assassinat servit de signal à une rébellion générale contre l'administration princière et les boyards (pas tous, certains étaient partie prenante), avec des émeutes pendant près d'une semaine à Vladimir, Rostov et Souzdal. Dans les deux dernières, les boyards locaux tentèrent de restaurer leur domination et de rompre avec la subordination de la ville de Vladimir. Cette crie politique dura trois ans, avant qu'elle ne cesse. La crise politique qui s'ensuit est la guerre civile dans le nord-est de la Rus' (ru) de 1174 à 1177. Juste après le meurtre d'Andreï en 1174, les boyards de Rostov et Souzdal, accompagné d'une ambassade de Riazan, sont venus à Vladimir pour convoquer la vétché afin de savoir qui devait être mis sur le trône, théoriquement un de ses fils, mais les fils étaient sur la même ligne politique que leur père. Les boyards ne voulaient pas en entendre parler, disant que Rostov et Souzdal étaient des villes « plus anciennes » et que Vladimir était leur « banlieue », et rajoutant que les habitants de Vladimir n'étaient que des serfs. Les boyards voulaient Mstislav Rostislavich et Iaropolk Rostislavich, les neveux de l'assassiné. Ces derniers n'étaient même pas au courant de l'assassinat quand ils apprirent la proposition. Ls boyards ramenèrent Mstislav depuis Tchernigov, et le proclamèrent grand-duc à Pereïaslavl-Zalesski. Les habitants de Vladimir, ne voulant pas de Mstislav, déclarèrent eux Michel Iourievitch comme grand-prince de la principauté.

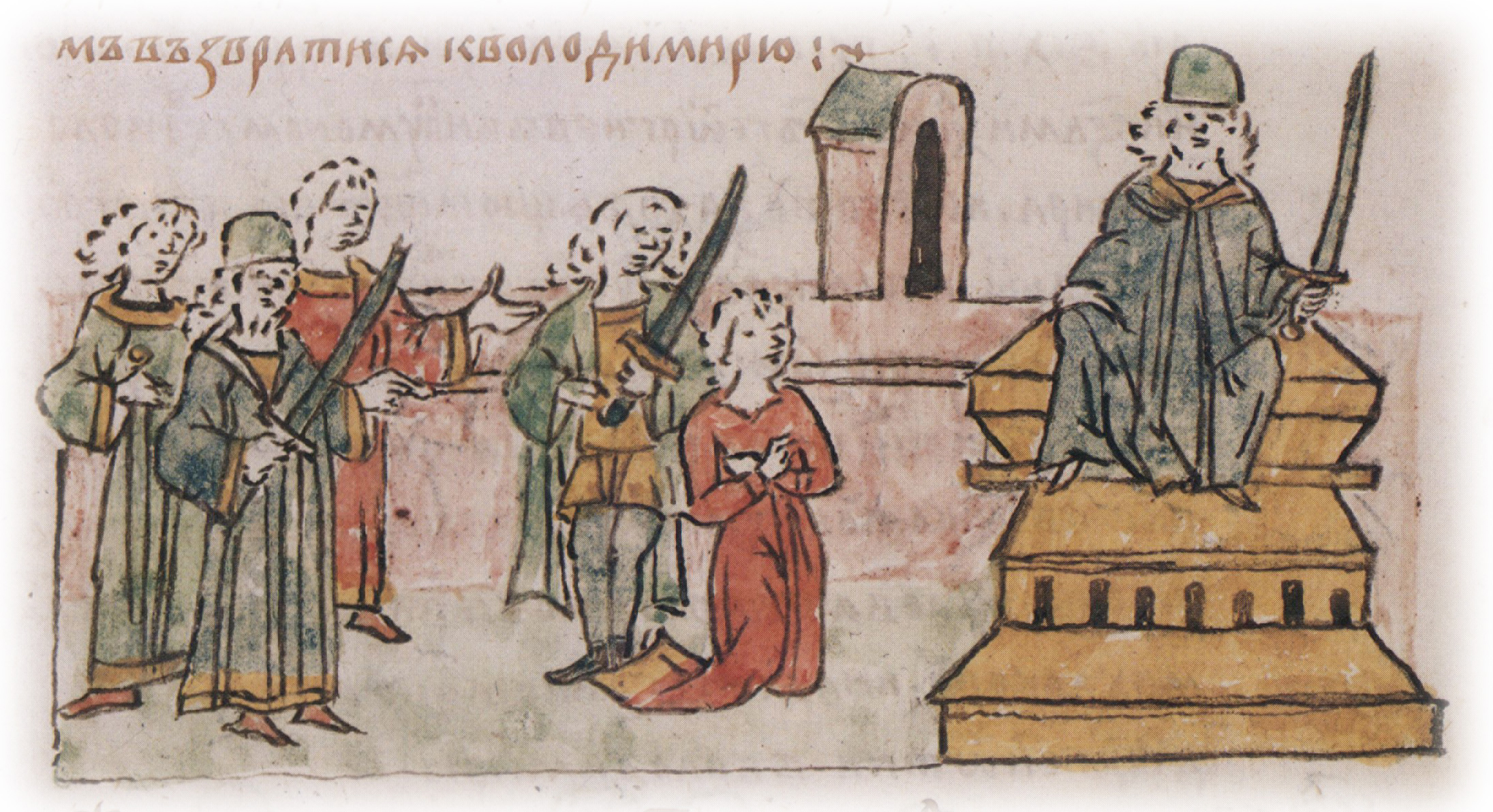
Ambassade des habitants de Souzdal auprès de Michel Iourievitch pour demander pardon et demander de venir à Souzdal en 1175. Chronique des Radziwiłł, XVe siècle.

Les boyards de Souzdal et Rostov assiégèrent Vladimir pendant 7 semaines, mais Michel Iourievitch et la ville se défendirent. Mais la ville finit par tomber, et Michel Iourievitch dut s'enfuir à Tchernigov. Mais l'année suivante, Vladimir supplia à Michel de revenir, ce qu'il fit. En 1775, près de la rivière Doubrovitsa, un régiment de Souzdal tenta d'aller battre l'armée de Iourievitch. Mais voyant que les forces ennemies étaient importantes contrairement aux attentes, les habitants de Souzdal furent embarrassés et tentèrent de se retirer, mais durent fuir après avoir été attaqué par Iourievitch. Le 15 juin 1175, Mikhaïl prend Vladimir, accueilli en sauveur. Les Souzdaliens et habitants de Rostov lâchèrent Iaroplok et Mstislav, envoyèrent chacun une ambassade pour reconnaître Michel Iourievitch, en demandant la paix. D'après la Chronique des Radziwiłł, l'ambassade de Souzdal, dit « Nous, prince, n'étions pas dans ce régiment avec Mstislav, les boyards étaient avec lui, mais ne nous attachez pas votre cœur. Venez à nous. »,.
Michel était satisfait, et ne punit même pas les boyards de Rostov et Souzdal, qui durent prêter allégeance. Il exécuta seulement les participants directs au meurtre d'André Bogolioubski. Il installa son frère Vsevolod non pas à Rostov ou à Souzdal comme prince, mais à Pereïaslavl-Zalesski pour ne pas irriter les boyards. Mais le conflit ne s'arrêta pas, Michel mourrut en juin 1176, et les boyards lancèrent alors une nouvelle attaque. Vsevolod III Vladimirski, frère de Michel, monta sur le trône, et réussi à défaire les boyards, imposant son pouvoir sur eux définitivement en 1177.

#### Vsevolod III et crise de succession
Pendant son règne, Vsevolod III Vladimirski ne porte pas uniquement son attention sur Vladimir, mais aussi sur le reste de son domaine. C'est ainsi qu'en 1192, le rempart en terre du Kremlin de Souzdal a été reconstruit avec un mur en ossature en bois. Quinez tours ont été construites cette année-là. Deux ans plus tard, la cathédrale de la Nativité, alors église principal de la ville, est reconstruit avec l'aide de nombreux artisans qui décorent le nouvel édifice. En 1207, le monastère de la Déposition-de-la-Robe-de-la-Vierge est fondé par l'évêque de Souzdal Johan II, dans le posad, c'est-à-dire à l'extérieur des fortifications.
À cette époque, les petits villages ancestraux qui se trouvaient le long des rives de la Kamenka sont devenus des banlieues de Souzdal à mesure que la ville s'agrandissait. Vsevolod meurt en 1212, et c'est son fils Iouri II de Vladimir qui hérite du trône. Mais l'héritage laissé aux différents fils entraîne une nouvelle guerre, la guerre civile dans le nord-est de la Rus' (ru) de 1212 à 1216. Le conflit oppose Iouri II de Vladimir allié à Iaroslav II de Vladimir d'une part, à d'autre part Constantin Vladimirski, l'aîné, qui est soutenu par la principauté de Smolensk et la république de Novgorod,. Le 21 avril 1216, non loin de Iouriev-Polski a eu lieu la bataille de la rivière Lipitsa, où les forces de Iaroslavl II furent vaincues par celles de Constantin. Mais craignant que ses fils, à Constantin, prennent le pouvoir une fois sa mort, Constantin fait un accord avec Iouri II qu'une fois sa mort, le trône de Vladimir lui reviendrait, et lorsque Constantin meurt en 1218, Iouri récupère le trône.

#### Iouri II de Vladimir

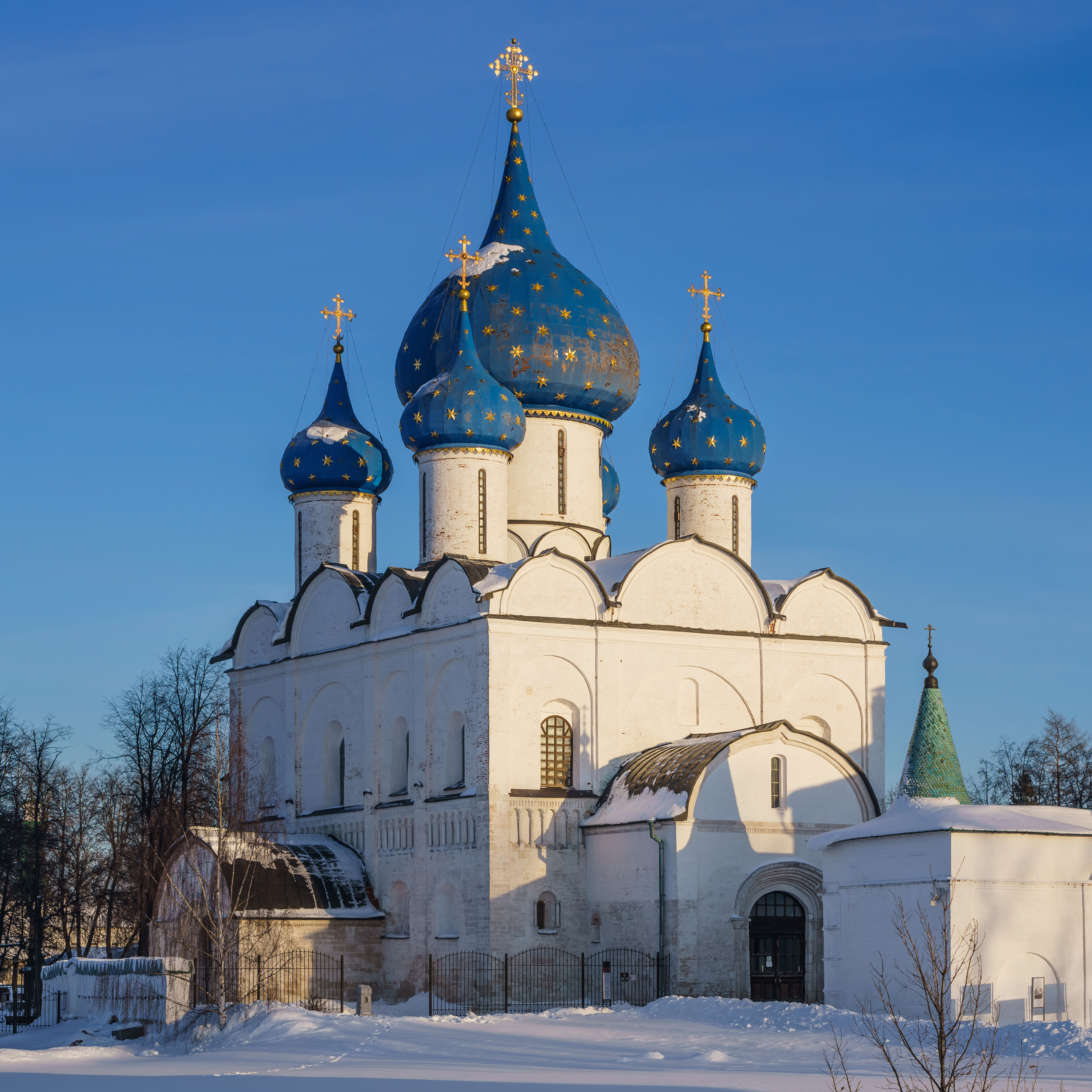
Cathédrale de la Nativité de Souzdal, plus vieux édifice de Souzdal encore existant.

Le règne de Iouri II de Vladimir porte lui aussi une grande attention à Souzdal. Sous son règne, d'importants travaux de construction sont réalisés dans la ville. C'est ainsi qu'entre 1222 et 1225, la cathédrale de la Nativité de Souzdal est construite à l'emplacement de l'ancienne cathédrale de l'Assomption de Monomaque, qui dut être démantelée car elle était tombée en ruine. Le 8 septembre 1225, Mgr Simon de Vladimir et Souzdal a consacré la nouvelle cathédrale. Dans sa correspondance avec un moine nommé Polycarpe de la Laure des Grottes de Kiev, il a appelé la cathédrale la beauté de Souzdal, et écrivit : « Et qui ne me connaît pas, l'évêque pécheur Simon, et l'église de Souzdal, que j'ai moi-même créé ». En 1230, les fresques de la cathédrale sont faites, et les peintures sont achevées en 1233.
Mais en parallèle des constructions, la principauté de Vladimir-Souzdal de Iouri s'engagea dans une guerre en 1220 contre les Bulgares de la Volga. Plusieurs campagnes ont lieu les années suivantes des deux côtés dans le but de ralentir la progression de l'ennemi.
À la veille de l'invasion mongole du pays de Souzdal, les villes de Souzdal et Vladimir ont été visitées par le frère Julien, moine dominicain hongrois du XIIIe siècle, frère cherchant la « Grande Hongrie » - la patrie ancestrale des Magyars. Le frère Julien aurait négocié l'acceptation du catholicisme auprès de Iouri II de Vladimir.

### Domination mongole

#### Prise de Souzdal par les Mongols

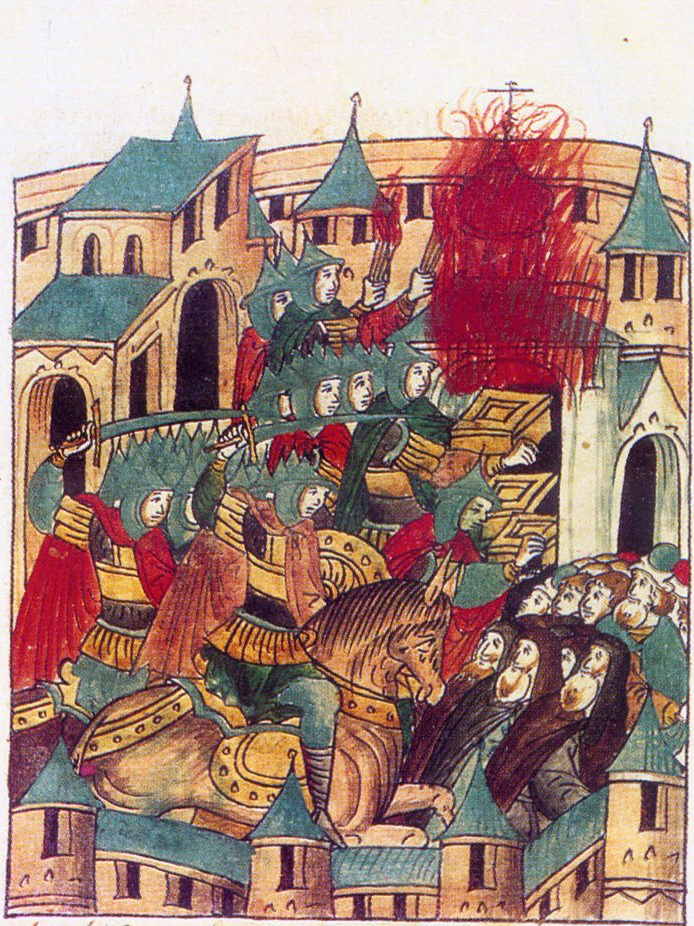
Le pillage et l'incendie de Souzdal par Batu, en février 1238. Miniature du XVIe siècle.

Entre 1237 et 1238, la Rus' de Kiev subit de plein fouet l'invasion mongole de la Rus' de Kiev (qui a commencé dès 1223), menée par Batu-Khan. Après s'être emparé et avoir incendié les villes de Kolomna et Moscou, les troupes de Batu assiègent Vladimir le 4 février 1238. Trois jours plus tard, la capitale de la principauté de Vladimir-Souzdal tombe, est incendiée et est rasée jusqu'aux fondations. La famille royale périt dans l'incendie, tandis que Iouri II part se réfugier le nord,,,.
Batu divise alors son armée en unités plus petites, afin de piller quatorze ville, dont Rostov. Une partie des Mongols marcha d'abord le long de la Nerl en direction de Souzdal. Ils établirent leur camp dans l'actuel village de Batievo. Pour prendre Souzdal, les Tatars, dirigés par Batu Khan, montèrent sur la colline Iouronovaïa après avoir franchi la Kamenka (qui était gelée), c'est-à-dire à proximité immédiate du kremlin de Souzdal,.
Ils rentrèrent (la date précise n'est pas connue, mais durant le mois de février) dans la forteresse par la porte Nikolski. La ville fut incendiée et pillée, et une partie de la population arriva à fuir. Ceux qui ne purent s'échapper furent capturés et pour certains tués. Un témoignage d'époque d'un chroniqueur dit « Ils ont pris Souzdal et ils ont pillé la Sainte Mère de Dieu ; ont incendié la cour du prince, ont incendié le monastère de Saint-Démétrius et ont pillé le reste ; et les vieux moines et prêtres, et les aveugles et boiteux et sourds et travailleurs, et dépecé tout le peuple, et quant aux jeunes et les moines, et les prêtres et monastiques, et les diacres et leurs femmes, et leurs filles et fils, ils ont tout apporté dans leurs camps. ». Dans les témoignages de l'invasion, le monastère de la Déposition-de-la-robe est mentionnée, ainsi que le monastère Vvdenski (qui n'existe plus aujourd'hui). Cependant, l'historiographie contemporaine suggère que la destruction des Mongols en Rus' est peut-être moins que ne le prétend les chroniqueurs.
En parallèle, Iouri II franchit la Volga, rassemble une nouvelle armée. Mais alors qu'il attendait les renforts de son frère Iaroslavl II, prince de Pereslavl, les renforts n'arrivèrent pas. Il fut en effet trahi par son frère, frère qui avait livré Iouri aux Tatars en échange de devenir grand-prince de Vladimir. C'est ainsi que Iouri II est totalement anéantie par les Mongols le 4 mars, lors de la bataille de la rivière Sit (ru). Même s'il n'est pas directement établi, il est su que Iaroslavl II et la Horde d'Or s'étaient entretenus, car les monuments de Vladimir que sont la porte dorée, la cathédrale de l'Assomption, la Cathédrale Saint-Georges de Iouriev-Polski, la cathédrale de Souzdal ainsi que d'autres furent épargnés par les Tatars, alors que dans d'autres villes, c'était la ville entière qui était rasée (comme à Pereslavl-Riazanski),.

#### Soulèvement de 1262
En 1257, les Mongols de la Horde d'Or dénombrèrent toute la population de la principauté de Vladimir-Souzdal et lui imposèrent un tribut. Pour la collecte du tribut, des points de collectes ont été créés par les Mongols. Mais ce tribut était un fardeau énorme sur les populations, et cumulés aux raids incessants, le mécontentement général de la population a été provoqué, conduisant à des soulèvements. Ceux qui ne payaient pas le tribut étaient rassemblés par les collecteurs mongols, qui les mettaient dans des travaux forcés, voire de les vendre comme esclaves. Le prince de Vladimir-Souzdal prit part à la répression.
C'est ainsi qu'en 1262, la vétché fut convoquée dans les quatre principales villes de la principauté, dont Rostov qui était la plus grande ville depuis 1238 mais aussi Souzdal. La décision de se rebeller contre les Mongols fut prise à chaque fois à l'unanimité par la population, bien que les princes russes ne prirent en général pas à la rébellion (aucun ne prit selon la Chronique de Souzdal, certains acceptèrent de se joindre selon la chronique de Nikon, et Alexandre Nevski, prince de Kiev, appela même à la révolte à Oustioug selon la chronique d'Oustioug). Mais pour éviter la répression, Alexandre Nevski se précipita dès la fin du soulèvement auprès de Berké Khan, quatrième khan de la Horde d'or, pour « implorer le khan de pardonner au peuple » de la principauté. Il réussit à atteindre son objectif, Berkhé n'envoyant aucune expédition punitive mais obligeant aux villes russes s'étant soulevées de payer pour les pertes.

#### De 1281 à 1389
À la suite de la mort d'Alexandre Nevski a lieu la guerre civile dans le nord-est de la Rus' (ru) de 1281 à 1293, qui oppose les fils d'Alexandre Nevski Dimitri Ier Vladimirski et André III de Vladimir. En effet en 1281, André obtint du Khan, aux dépens de son frère, le titre de prince de Vladimir-Souzdal. Durant la guerre, le Khan envoya une expédition punitive contre les terres de Dimitri, ravageant ainsi Riazan, Vladimir, Souzdal et Pereïaslavl,,.

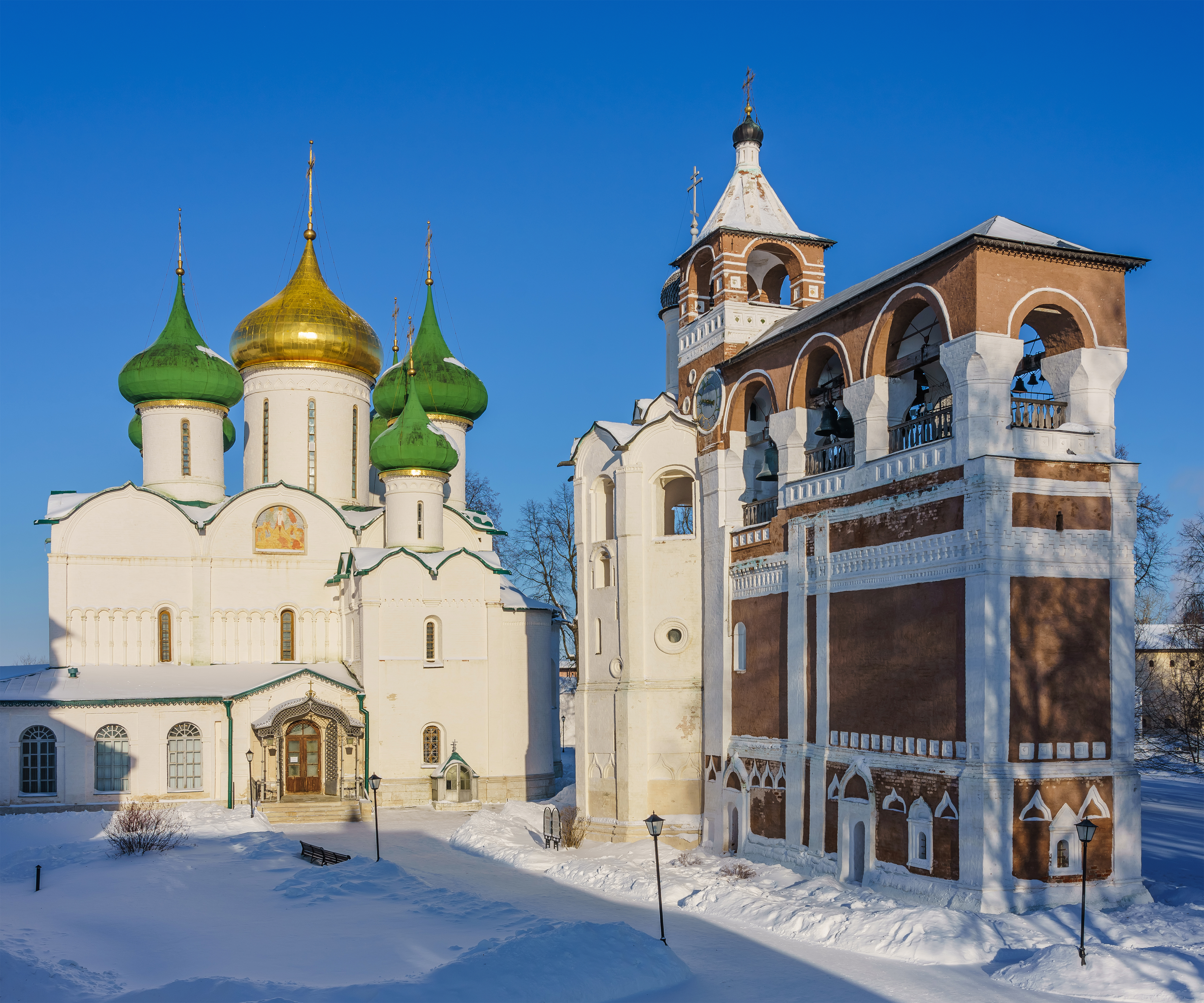
Monastère du Sauveur-Saint-Euthyme.

En 1293, sous prétexte de la guerre civile, le khan Toqtaï lance une nouvelle invasion de la Rus'. Cette invasion, nommée armée de Doudenev (ru), d'après le nom du frère du khan qui dirigea l'opération. Elle eut lieu en été-automne 1293, ciblant quatorze villes du pays. Après avoir pris et ravagé Mourom, l'armée prit Souzdal, avant de continuer son chemin vers Vladimir, Iouriev-Polski et Pereslavl-Zalesski entre autres. En 1352, le monastère du Sauveur-Saint-Euthyme de la ville est fondé.
En 1341, avec l'approbation des khans Uzbek et Janibek, la principauté de Souzdal est fusionnée à celle de Nijni Novgorod pour former la prinipauté de Nijni Novgorod-Souzdal sous l'impulsion de Moscou, en dépit du prince de Vladimir. Ainsi parallèle à ce joug Tatar, la principauté de Vladimir-Souzdal s'affaiblit grandement, alors que la grande-principauté de Moscou se renforce. Les princes de Souzdal perdirent progressivement leur indépendance. En 1362, après de nombreuses successions, et l'expulsion de Souzdal de son prince Dimitri III Constantinovitch en 1362, c'est Dimitri Ier Donskoï qui reprend cette année-là la principauté. Mais en 1366, les deux princes se réconcilient, et Dimitri III avec l'aide de Donskoï, occupe Nijni Novgorod en 1365. Dimitri III récupère ainsi son titre de grand-duc de Souzdal-Nijni Novgorod, et il règne de 1365 à sa mort en 1383. Sous le règne de Dimitri III, la culture artistique à Souzdal était à son apogée. La ville connaissait un art important de joaillerie avec un savoir-faire élevé. En 1389, après la mort de Dimitri III (en 1386), la principauté de Vladimir-Souzdal est définitivement incorporée à la grande-principauté de Moscou,.

### Grande-principauté de Moscou

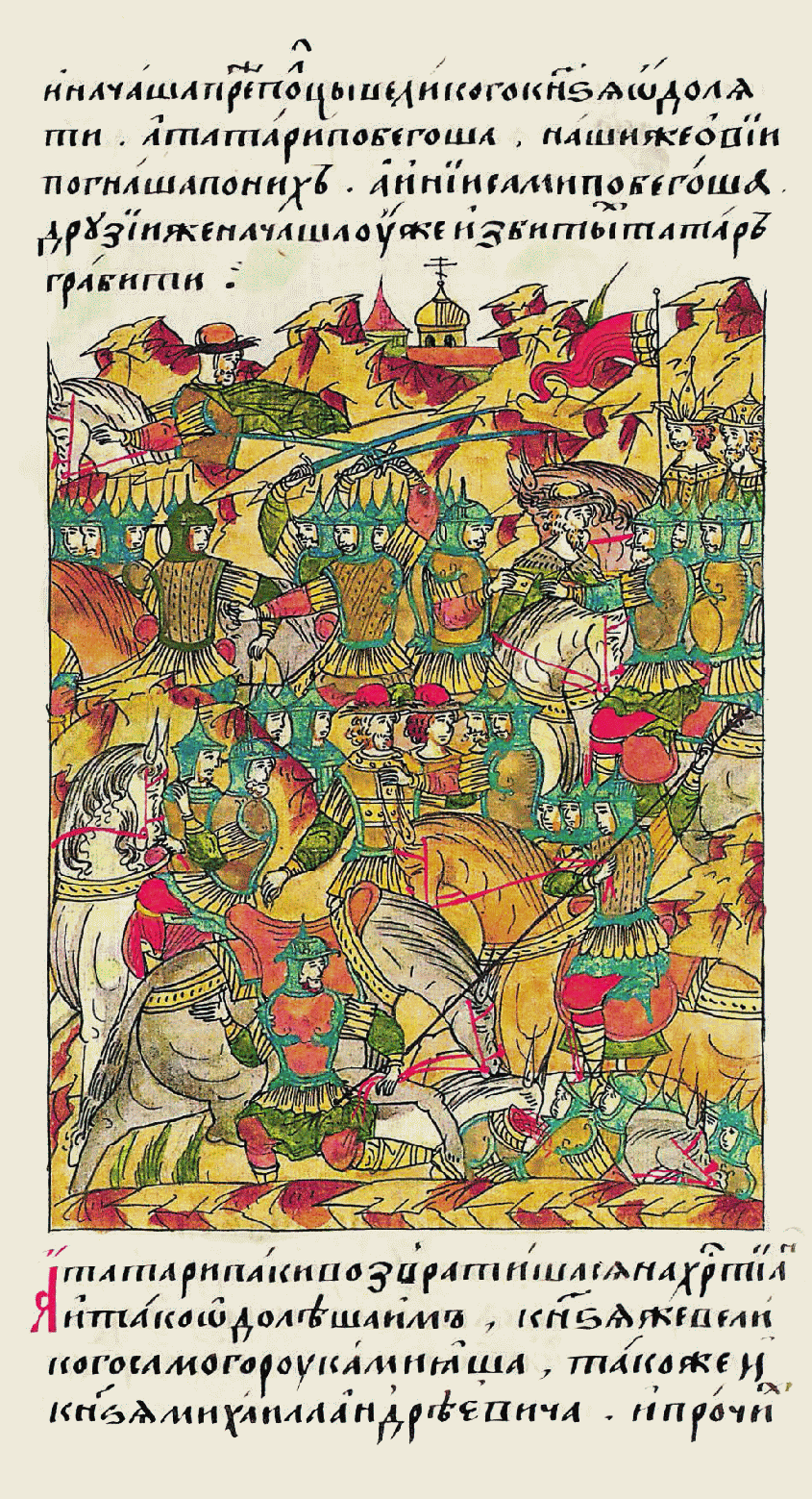
Illustration de la Chronique illustrée d'Ivan le Terrible (XVI) montrant la capture de Vassili II lors de la bataille de Souzdal.

Avec son incorporation à la Grande-principauté de Moscou, la ville devient une simple ville de province, ce qui n'empêche cependant pas certains évènements de manière ponctuelle. En 1425, à la suite de la mort du grand-prince Vassili Ier, commence la guerre de Succession moscovite, opposant de manière simplifiée d'une part Iouri IV, prince de Zvenigorod et ses fils Vassili le Louche et Dmitri Chémiaka à d'autre part Vassili II et ses alliés, le dernier revendiquant ses droits sur le trône. Pendant la guerre, les deux partis sollicitent l'aide de la Horde d'Or,.
Durant cette guerre a lieu à Souzdal la bataille de Souzdal, qui se déroule le 7 juillet 1445 aux abords du monastère du Sauveur-Saint-Euthym. La bataille oppose d'une part les forces du Khanat de Kazan commandés par son khan Mäxmüd, qui profite de l'affaiblissement de la Moscovie à cause de la guerre de Succession et la guerre russo-lituanienne, à d'autre part la grande-principauté de Moscou sous le commandement de Vassili II. Déjà avant la bataille, l'organisation est défectueuse, avec Vassili II qui appelle son opposant Dmitri Chémiaka à se joindre pour lutter contre les Tatars, mais ce dernier décide de ne pas venir. Cette bataille commence dans la matinée, et durant la bataille, les Tatars se retirent, laissant croire que les Russes ont gagné, mais font après demi-tour, détruisant les forces désormais dispersées des Russes. Vassili II est fait prisonnier et de nombreux morts importants sont à déploré côté russe. Les conséquences de cette bataille sont importantes, avec Souzdal qui est pillée, Vassili II qui est rendu après le payement d'une énorme rançon, et Chémiaka profite de l'évènement pour se renforcer,,,. Finalement, c'est Vassili II qui gagne la guerre, en empoisonnant son opposant.
À la fin du XVe siècle et au début du XVIe siècle, la ville est fermement ancrée dans le giron de Moscou, et ses plus grands monastères sont devenus un lieu d'exil pour les princes et boyards s'opposant à la politique de Moscou. En particulier, c'est le monastère de l'Intercession qui devient un des principaux lieux d'emprisonnements pour les femmes tout au long du XVIe siècle. Le monastère devint en même temps un monastère riche grâce aux richesses de ses prisonnières (tissus, objets en or, broderies, etc.). Une des premières prisonnières fut la première épouse de Vassili III, Solomonia Sabourova, qui fut tonsurée le 29 novembre 1525 le lendemain du divorce du couple,,,. Elle avait décidé de s'installer ici pour y mener une vie plus ascétique et solitaire, loin de son ex-époux. En 1534, des nobles de Sozudal sont arrêtés, comme Andreï Mikhaïlovitch Chouïski dès 1534, dans un contexte de défections de nobles vers des puissances étrangères.

### Tsarat de Russie

#### De 1547 à 1599
Ivan le Terrible visitait souvent Souzdal, en particulier le monastère de l'Intercession et la maison épiscopale. En 1548, il unit Ivan Fedorovitch Mstislavski, un proche, à la fille du prince Alexandre Borissovitch Gorbaty, les Gorbaty étant une famille noble souzdalienne, s'assurant ainsi le soutien de la haute noblesse de Souzdal.
Il eut une influence sur la ville, en particulier avec son décret de 1550, où il mène une réforme pour augmenter le nombre de fonctionnaires au service du tsar. Un autre décret interdit la construction de nouveaux villages autour de villes provinciales, dont Souzdal. Les personnes nommées sur le décret devaient être transférées à Moscou, provoquant un exode de la noblesse depuis Souzdal vers Moscou. Jusque-là, Souzdal était le sommet de l'aristocratie russe, qui pesait le plus sur la direction politique du pays. Parmi les familles nobles aristocratiques transférées de Souzdal, il y a les Krasnoslepo, les Poukohov, les Tovarichrchev-Iessipov, les Gorbaty, ou bien les Chouïski (un certain nombre venaient de Souzdal à ce moment-là, bien que les origines de la famille soient de Chouïa). Ils eurent des domaines attribués dans les environs de Moscou. En 1562, les familles nobles souzdaliennes et d'autres villes de la région sont interdites de vendre, échanger, constituer en dot ou de léguer leur patrimoine sous peine de confiscation. En 1565, Souzdal est avec l'Opolié intégrée à l'Opritchnina , portant le coup le plus dur contre les familles aristocrates encore sur place, afin de les anéantir en s'appropriant leurs propriétés. La frontière avec la Zemchtchina passait alors juste au sud de village de Borissovskoïe et le long de la Kliazma (Vladimir était dans la zemchtchina).
Au printemps 1571, les Tatars de Crimée menés par Devlet Ier Giray envahissent la Russie et parviennent à Moscou, qu'ils incendient en partie, sans que les opritchniks n'aient levé le petit doigt pour défendre la ville. Ivan les soupçonne de l'avoir trahi au profit du khan de Crimée. Ivan le Terrible s'enfuit à Novgorod. Mais au printemps 1572, Devlet Ier entreprend une seconde expédition contre Moscou, qui se solde par la déroute des Tatars devant le prince Mikhail Ivanovitch Vorotynski lors de la bataille de Molodi (oblast de Moscou actuel). Parmi les troupes de Vorotynski, l'écrasante majorité était composée d'habitants de Souzdal. Cette défaite due aux opritchniks et la réussite grâce aux Souzdaliens convainc Ivan IV de dissoudre l'opritchnina, qu'il dissout la même année.

#### XVIIesiècle
Pendant le temps des troubles, période de crise politique et sociale qui secoue le pays, où le pays est attaqué par la république des Deux Nations et la Suède, la ville de Souzdal est attaquée plusieurs fois par l'armée polono-lituanienne,. Elle est ainsi attaquée par la république des Deux Nations en 1608-1610, en 1611-1612 et en 1617-1618.
En 1608, la ville fut incendiée par les troupes d'Alexandre Jozef Lisovski, aristocrate polonais, et en 1609, la ville prêta allégeance avec l'archevêque Galaktion a prêté allégeance au Second faux Dimitri. Ce ralliement permit à ce dernier de faire brièvement de Souzdal le principal lieu de rassemblement de ses troupes. En 1612, le général polonais Kamenski assiège la ville pendant quatre mois, mais ils n'arrivent pas à la prendre. Ses troupes ravagent alors les banlieues de la ville. Le dernier évènement a lieu en 1618, lorsque l'hetman des Cosaques d'Ukraine Petro Sahaïdatchnyi, envoyé dans la région par le roi polonais Sigismond Vasa, ravagea les banlieues de Souzdal. La ville a souffert de ces évènements, et d'après le livre des scribes, en 1617, sur 641 cours, 413 étaient vides. Une restauration rapide de la ville ne pouvait être effectuée à cause des lourds impôts que payaient la population à l'État, ainsi que par les prix des céréales. Cependant, d'après le livre des scribes de 1628-1629, la ville comptait 861 cours, dont seulement 147 qui étaient vides.
Souzdal est pillée par les Tatars de Crimée en 1634, et en 1654-1655, la ville connaît un grand incendie et une épidémie de peste,. Après ces tragédies, il ne restait plus que 2 467 habitants en 1655 à Souzdal d'après un comptage de l'époque pour évaluer les désastres,.
À cette époque, Souzdal est comme la plupart des villes russes du XVIIe siècle agencée avec une forteresse (kremlin) au centre, une possad autour et des zones agricoles. Dans le premier tiers du siècle, les fortifications de la ville étaient dans un état extrêmement délabrée. Néanmoins, après 1645, ils furent reconstruits, et en 1677, à nouveau rénovés. Comme Kalouga, Nijni Novgorod et Novgorod, Souzdal connaît entre la fin du XVIe siècle etles années 1640 un délin commercial.

#### Début duXVIIIesiècle(1700-1721)
Le XVIIIe siècle à Souzdal est marquée par les réformes de Pierre Ier le Grand qui visent à limiter les activités économiques des monastères et églises, provoquant mécontentement dans le milieu ecclésiastique.
En 1698, Eudoxie Lopoukhine, première épouse du tsar Pierre Ier, soupçonnée d’avoir intrigué dans la dernière révolte des streltsy, est emprisonné dans le monastère de l'Intercession. Elle rallie alors le clergé et certains groupes aristocratiques, dans le but de renverser le gouvernement de Pierre Ier, pour mettre à la place son fils, Alexis Pétrovitch. Mais en 1718, tout ce monde de Souzdal est arrêté, et l'enquête de la police politique s'étend dans toute la ville. Tous ceux soupçonnés sont exécuter sauf Eudoxie, elle envoyée au monastère de la Dormition de Staraïa Ladoga.
En juillet 1719, un grand incendie éclate dans le kremlin, qui s'étend aux faubourgs, détruisant tous les bâtiments en bois de la ville, dont des immeubles d'habitations, églises et fortifications. Nombreux bâtiments en pierre sont aussi gravement endommagés, et il est soupçonné que cet incendie soit un symbole de répression après la tentative de rébellion menée par Eudoxie.
Le 18 décembre 1708 (29 décembre dans le calendrier grégorien), le tsar Pierre Ier le Grand fait passer une réforme provinciale, qui divise le territoire russe en 8 gouvernements. C'est ainsi que Souzdal, est rattachée au gouvernement de Moscou. Avec la réforme du 27 mai 1719 (7 juin dans le calendrier grégorien), les provinces (ru) sont créées comme niveau inférieur au gouvernement, et Souzdal devient chef-lieu de la province de Souzdal, avec à sa tête un bourgmestre,.

### Empire russe
À l'époque de Catherine II, des constructions importantes de bâtiments en pierre, principalement civils, ont lieu à Souzdal. À cette époque, la ville est sur une route commerciale reliant le sud et le nord du pays. Le commerce se développe, et une fois parn an, la ville accueille une foire attirant un grand nombre de marchands es villes environnantes. Mais avec l'ouverture dans al seconde moitié du XIXe siècle du chemin de fer Nicolas entre Moscou et Saint-Pétersbourg, le commerce faiblit considérablement, reléguant Souzdal encore une fois à l'arrière-plan.

En 1796, la ville est rattachée au nouvellement formée gouvernement de Vladimir, devenant chef-lieu d'un ouïzed, l'ouïezd de Souzdal.

Photographies de Souzdal par Sergueï Prokoudine-Gorski, en 1910 :
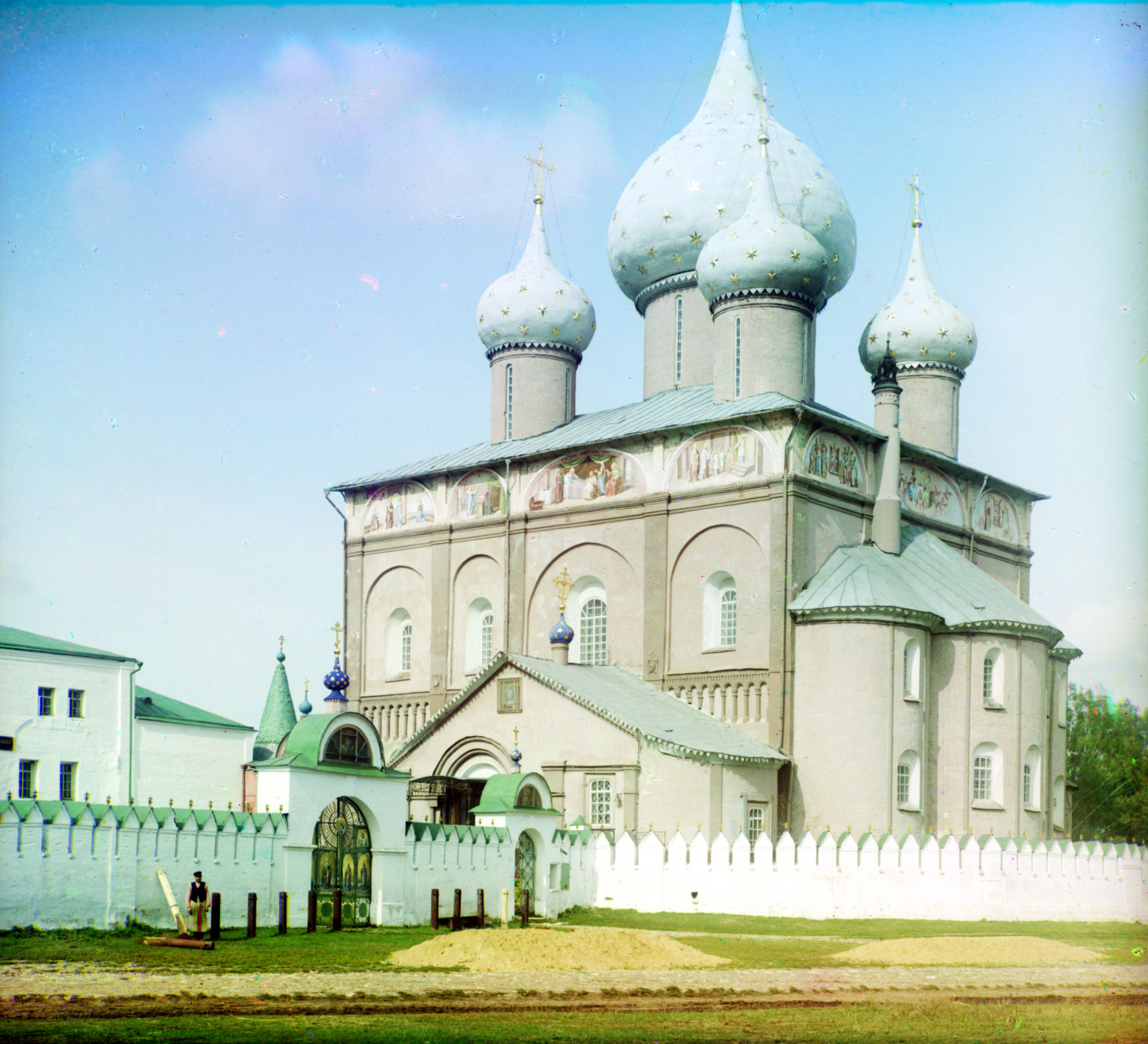
Cathédrale de la Nativité.
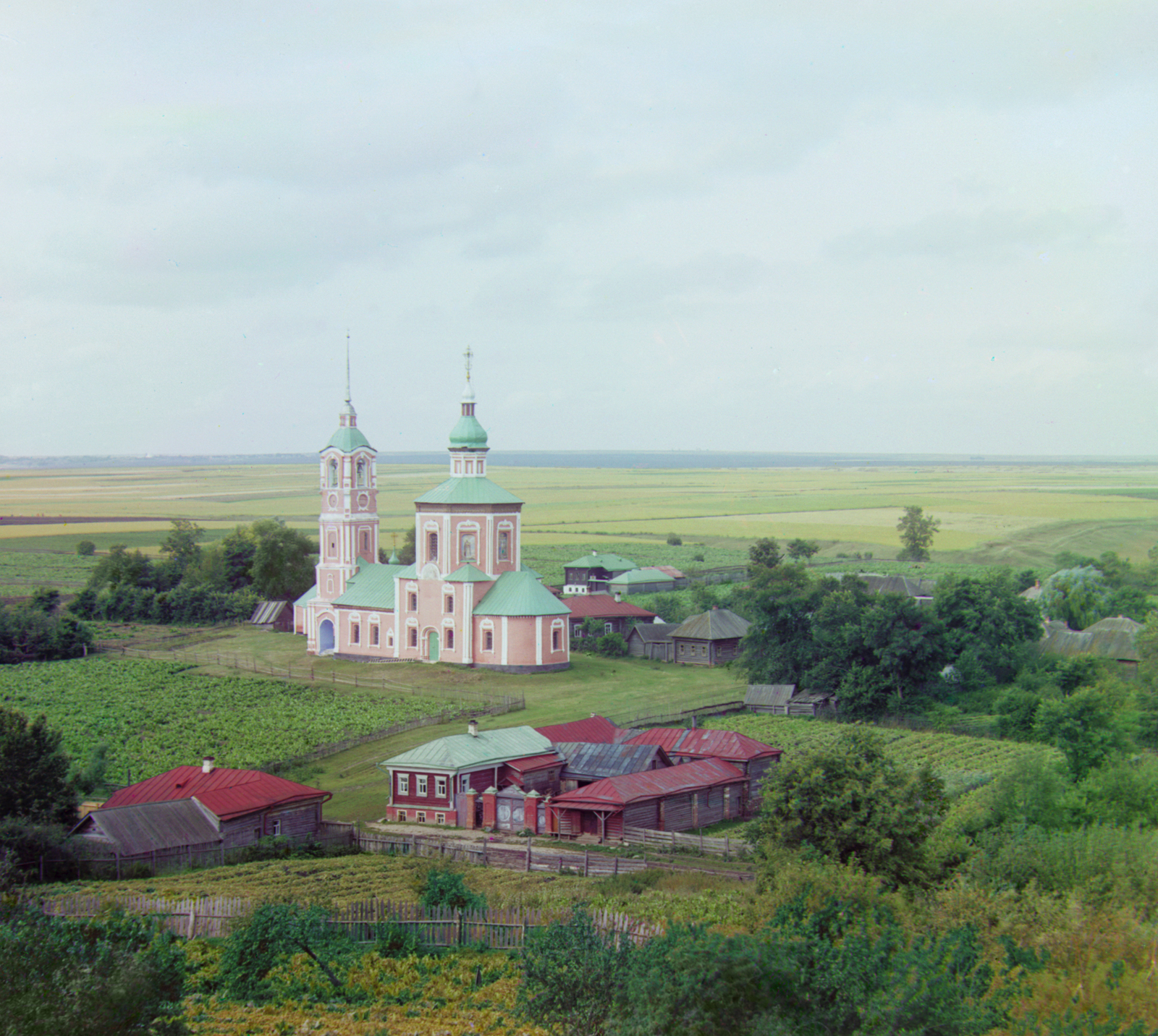
Église Saints-Boris-et-Gleb de Souzdal.
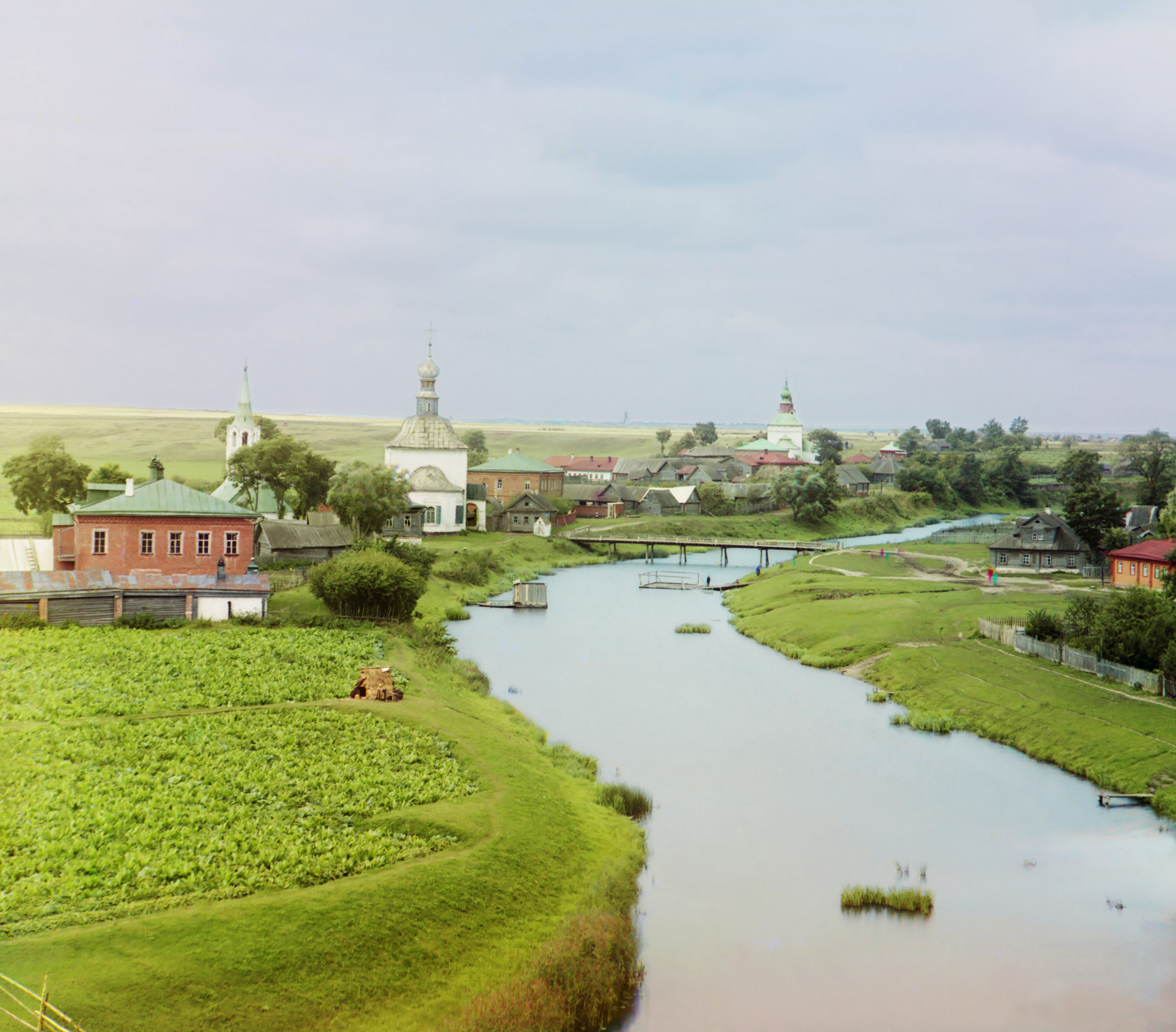
La Kamenka.
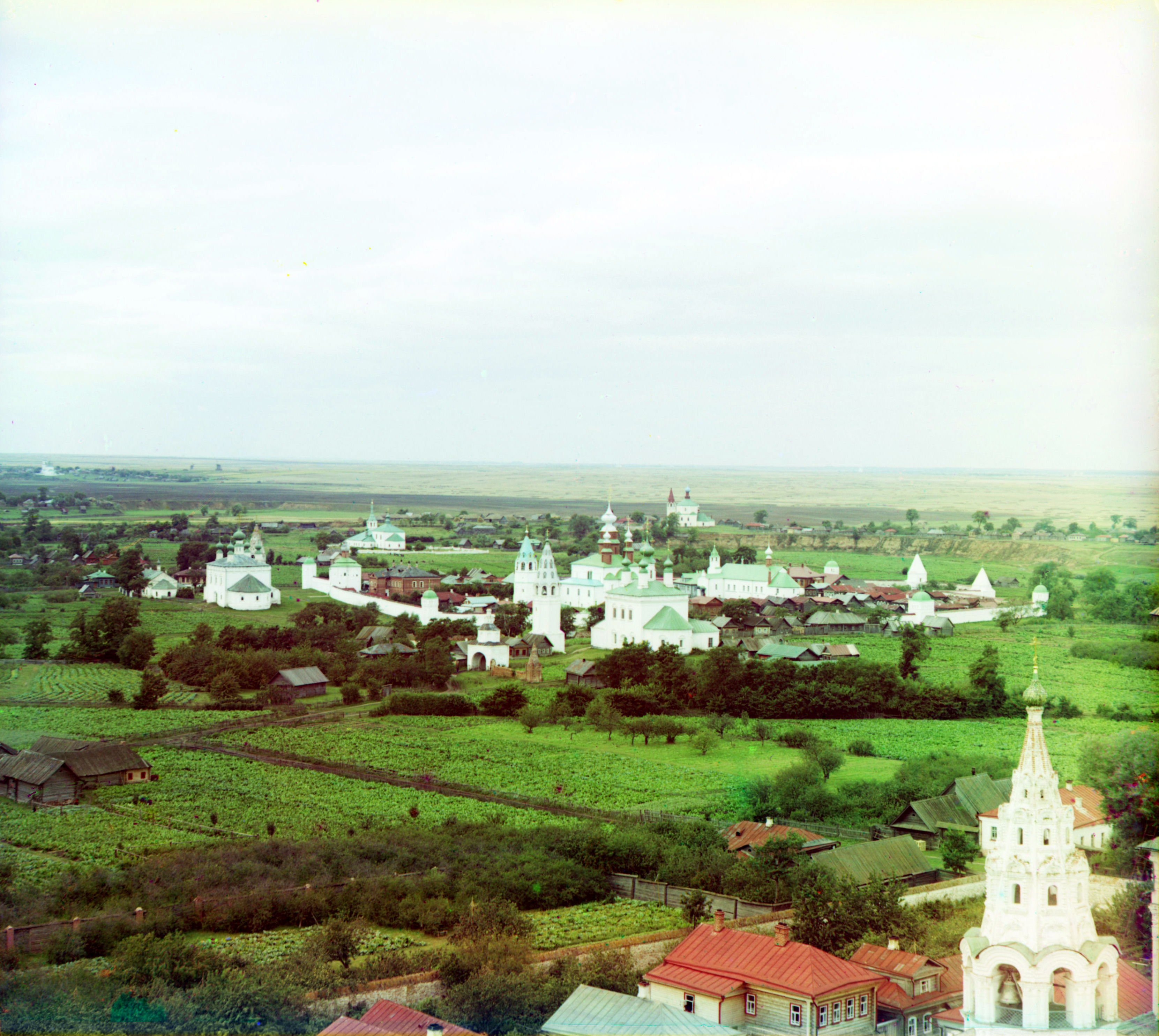
Monastère Pokrovski.

### Révolution russe et guerre civile
Le gouvernement de Vladimir a vécu tout le long de l'année de 1917 un vaste mouvement de grève, avec parmi les grévistes un certain nombre de personnes de Souzdal. En apprenant la révolution de Février, la population de la ville manifesta avec des chants révolutionnaires, et la police fut désarmée. Le 5 mars 1917 (18 mars dans le calendrier grégorien), une réunion des citoyens de la ville a eu lieu, où le comité exécutif a été élu, comprenant pour la plupart des mencheviks et des socialistes révolutionnaires. Le comité se rangea du côté du gouvernement provisoire, car Souzdal n'avait presque pas d'ouvriers mais surtout des ecclésiastiques et paysans. En juillet, la ville vécut tout comme la région une famine, forçant le comité départemental de l'alimentation d'interdire toute exportation de pain de l'ouïezd. Exploitant cette crise, les bolcheviks se renforcèrent lors du congrès paysan de l'ouïezd d'août 1917, dénonçant le gouvernement provisoire.
Les informations de la révolution d'Octobre le 25 octobre 1917 (7 novembre dans le calendrier grégorien) n'arrivèrent à Souzdal que le lendemain. Le Conseil des députés soldats et paysans, de la garnison locale, des organisations socialistes et professionnelles fut convoqué à 19h. La réunion eut lieu dans l'ancienne demeure du marchand Katchintsev. Le président du conseil, Lialakine, dit que « Souzdal est une ville non industrielle et que le nouveau gouvernement formé n'avait donc personne sur qui s'appuyer ». Le second orateur, Mitrofan Dounine, lui répondit que non seulement à Petrograd mais aussi à Moscou et dans la majeure partie de la Russie, le pouvoir était déjà passé aux soviétiques, et qu'il fallait donc passer le pouvoir aux soviétiques à Souzdal. Un débat s'ensuivit, et Dounine conclut le débat par « le pouvoir a déjà été transféré aux Soviétiques et que la réunion ne peut que construire les organes de ce pouvoir », rendant silencieuse la salle. Finalement, une résolution fut adoptée dans la soirée, officialisant que le pouvoir était aux mains des soviétiques. Le 9 novembre, Dounine fut élu premier commissaire de l'ouïezd de Souzdal, et le 10 novembre, une réunion plénière fut convoquée pour créer un nouveau Conseil soviétique. Les socialistes-révolutionnaires cherchèrent alors à organiser un soulèvement à Souzdal pour renverser les soviétiques, en organisant une réunion clandestine, ou un plan de rébellion fut adoptée. Le 10, ils se rassemblèrent sur la place, enjoignant les gens à se joindre, mais en vain, avec une vingtaine de personnes arrêtées par les communistes.
En mars 1918, un petit détachement de l'Armée rouge est créé à Souzdal, et la ville reste aux mains des communistes pendant toute la guerre civile russe. Le 14 mars 1918, le congrès régional des soviets se réunit à Souzdal, où il fut acté le transfert de plus de 12 000 acres de terres qui appartenaient auparavant à des propriétaires fonciers, des églises et des monastères vers les paysans. L'enseignement obligatoire fut introduit. En parallèle, les rangs des communistes s'élargirent, avec plus de deux cents communistes au 20 décembre 2018, chiffre important pour une ville dépourvue d'industrie et de prolétariat.

### Période soviétique
En 1922, le comité exécutif du district de Souzdal a créé un musée d'histoire locale. En 1931, une école technique de mécanisation agricole est ouverte à Souzdal. Le gouvernement de l'oblast de Vladimir crée en 1945 un centre de préservation des monuments architecturaux. En 1956, un service de bus avec une gare routière sont ouverts dans la ville.
En 1958, le musée local devient le musée-réserve historique, artistique et architectural de Vladimir-Souzdal, fusionnant avec celui de Vladimir. En 1970, le musée pour la section Souzdal a été visité par 630 000 personnes.

### Depuis la dislocation de l'URSS
Après un déclin politique, la ville retrouva son importance en tant que centre religieux grâce à ses nombreux monastères. La ville put même s'enorgueillir d'une proportion exceptionnelle d'églises. Cette proportion fut à une période de quarante églises pour quatre cents familles. De nos jours, la ville est une importante destination touristique, comprenant de nombreux exemples d'architecture russe, essentiellement des églises et des monastères. Bien qu'abritant dix mille habitants, la ville semble toujours n'être qu'un village, avec des ruisseaux, des rivières et des animaux de ferme à l'intérieur même de la ville. Cette juxtaposition de monuments médiévaux d'exception et de vie rurale donne à Souzdal un charme particulier, attirant notamment de nombreux artistes particulièrement dans la partie la plus ancienne de la ville, le Kremlin de Souzdal.
La ville doit fêter son 1000e anniversaire en 2024, avec l'apport de ressources fédérales pour les travaux de préparation,.

## Politique et administration

### Organisation territoriale

#### Statut
La ville de Souzdal possède le statut de municipalité depuis une la loi de l'oblast de Vladimir du 14 octobre 2004. Depuis 2005, elle possède le statut d'établissement urbain comme type de municipalité.

#### Circonscriptions administratives
Sur le plan administratif, elle est rattachée au raïon de Souzdal, une subdivision administrative et municipale de l'oblast de Vladimir, un sujet de la fédération de Russie. La ville est le siège de l'administration du raïon de Souzdal avec l'assemblée de ce raïon.

### Maire

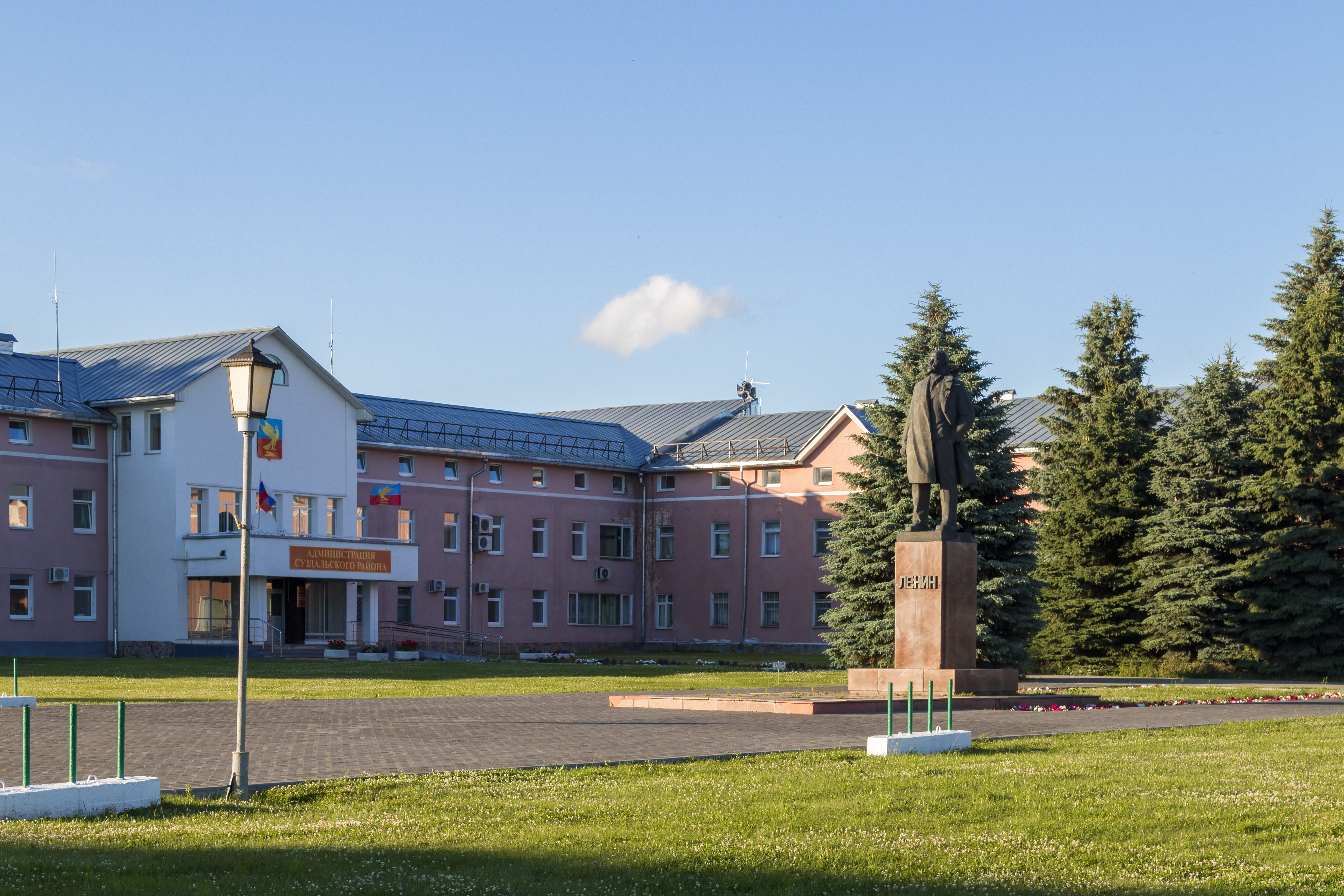
Place rouge et hôtel de ville.

Le maire, ou plus exactement le directeur municipal(anciennement chef de l'administration), de Souzdal, est le chef exécutif de la ville. Depuis la création du postes, de nombreuses personnes ont occupé le poste.
Le poste a été créé lors de la réforme régionale de Catherine II de 1778, qui attribue à Souzdal le statut de ville. Le maire est chargé de présider les réunions de la Douma (composée de deux chambres). Il était alors nommé au suffrage indirect par les nobles et marchands. À cette époque, le poste était considéré comme peu intéressant, et souvent occupé par des marchands qui préféraient s'attarder à leurs activités commerciales. Mais en décembre 1832, le marchand Mikhaïlovitch Vikhrev se fit élire, mais préféra rester à Moscou pour ses affaires. En janvier 1833, la douma le porta devant la justice pour qu'il vienne prendre ses fonctions. Au cours de l'année, Vikhrev se plaignit auprès du Conseil provincial que les élections étaient frauduleuses pour ne pas occuper le poste, et le 11 août 2023, un autre marchand fut nommé maire par intérim avant que la Douma de Souzdal cède et organisa de nouvelles élections le 30 septembre 1833.
Il est aujourd'hui nommé par le Conseil des députés du peuple de la ville, après un concours où chacun peut se porter candidat s'il remplit certaines conditions, définies à chaque élection. Depuis le 14 septembre 2013, la ville a un directeur municipal et un chef de la ville. C'est le premier qui est le plus proche du maire français, et il préside le conseil municipal. Le second est juste une personne représentative de la ville.
Le 10 octobre 2023, le maire Sergueï Sakharov a démissionné afin de devenir premier chef adjoint de l'administration de la ville de Dokoutchaïevsk (RPD en Ukraine occupée), parachutage car il était accusé de conduite en état d'ivresse. Le 17 octobre 2023, une affaire pénale a été ouverte envers un contrat pendant la mandature du maire Sakharovn, le FSB et le ministère de l'Intérieur, accusant une entreprise d'un blanchiment de près de 1,6 million de roubles lors de l'aménagement d'un parc dans la ville. Ces travaux étaient en retard, et durent être refaits en 2020 à cause des malfaçons. Le FSB n'a pas indiqué si Sergueï Sakharov était impliqué, et si oui dans quelle mesure. Par ailleurs, juste après la démission de Sakharov, l'administration municipale a annulé immédiatement l'achet de toilettes publiques qualifiées de « dorées » par la presse locale car ils avaient un prix trois fois supérieur au prix du marché,.
| Période           | Période           | Identité                        | Étiquette   | Qualité                                                                             |
| ----------------- | ----------------- | ------------------------------- | ----------- | ----------------------------------------------------------------------------------- |
| 1995              | 17 mars 2002      | Alexandre Iefimovich Illarionov | Communiste  | Docteur en sciences économiques                                                     |
| 17 mars 2002      | Octobre 2005      | Alexandre Rybakov               |             | Officier de renseignement                                                           |
| Octobre 2005      | 16 juin 2009      | Sergueï Godounine               |             | Démis de ses fonctions par le conseil municipal                                     |
| 11 octobre 2009   | 13 septembre 2013 | Olga Gousseva                   | Russie unie | [ 99 ]                                                                              |
| 14 septembre 2013 | 20 septembre 2016 | Igor Ierikovich Kekhter         | Russie unie | Homme d'affaires                                                                    |
| 27 octobre 2021   | 10 octobre 2023   | Sergueï Vladimirovitch Sakharov | Russie unie | Maire de Vladimir (2011-2015), Démissionnaire                                       |
| 20 novembre 2023  | En cours          | Alissa Mikhaïlovna Birioukova   |             | Directrice du Département de la culture de l'administration de l'oblast de Vladimir |

### Budget et fiscalité 2014
En 2014, les recettes fiscales de la municipalité, qui s'élevait à 98,759 200 millions de roubles, étaient constituées ainsi:
- Revenus de la vente d'actifs : 32,521 9 millions de roubles (32,9 % du total) ;
- Taxes foncières : 27,233 3 millions de roubles (27,6 % du total) ;
- Revenus provenant de l'utilisation de biens municipaux (délégations de service public) : 19,563 5 millions de roubles (19,8 % du total) ;
- Impôts sur les bénéfices : 15,619 millions de roubles (15,8 % du total) ;
- Taxes sur les biens (travaux, services) vendus : 2,596 3 millions de roubles (2,6 % du total) ;
- Revenus sur la fourniture de services payants et les compensations de l'État (ex : aides) : 0,947 8 millions de roubles (1,0 % du total) ;
- Amendes, sanctions, dommages et intérêts : 206,8 mille roubles (0,2 % du total) ;
- Impôts sur le revenu : 7,06 millions de roubles (0,1 % du total).

Quant au budget, pour la même année, qui était de 142,404 5 millions de roubles, il se répartissait entre,:
- Culture et secteur cinématographique : 37,085 9 millions de roubles ;
- Logement et services municipaux (eau, gaz, électricité, chauffage et autres) : 35,699 5 millions de roubles ;
- Économie (entreprises publiques) : 30,478 6 millions de roubles ;
- Dépenses liées au fonctionnement de l'administration : 29,129 millions de roubles ;
- Aides sociales : 6,644 5 millions de roubles ;
- Sports : 1,198 7 million de roubles ;
- Dettes publique et municipale : 933,6 mille roubles ;
- Police et justice : 699,1 mille roubles ;
- Médias : 532,4 mille roubles ;
- Éducation : 3,2 mille roubles[f];
- Protection de l'environnement : 0.

### Jumelages
| Ville | Ville                    | Pays | Pays      | Période               |
| ----- | ------------------------ | ---- | --------- | --------------------- |
|       | Louny                    |      | Tchéquie  | jusqu'aux années 1980 |
|       | Rothenburg ob der Tauber |      | Allemagne |                       |
|       | Sourgout                 |      | Russie    |                       |
|       | Évora                    |      | Portugal  |                       |

- Évora (Portugal)
- Rothenburg ob der Tauber (Allemagne)
- Cles (Italie)
- En décembre 2011, un accord a été signé avec la ville de Loches (Indre-et-Loire, France) prévoyant des échanges et des coopérations dans les domaines de l'éducation, du sport, de la culture et du tourisme[108],[109].

## Population et société

### Démographie
L'évolution du nombre d'habitants de Souzdal est connue à travers les recensements et estimations de la population effectués dans la localité depuis 1655. Le premier recensement ayant intervenu dans la localité est celui de l'Empire russe de 1897. Au total, Souzdal a connu 10 recensements entre 1897 et le dernier en 2021.
Alors que la population a plutôt stagné entre 1655 et 1755, la population a connu une forte augmentation jusqu'en 1989, passant de 2 962 habitants en 1784 à 12 063 habitants en 1989, plus haut pic démographique de l'histoire de la ville. Depuis, la population de la ville ne cesse de baisser, avec selon le recensement de 2021 plus que 9 090 habitants.
Recensements (*) ou estimations de la population,,,,,:
| 1655  | 1784  | 1856  | 1859  | 1870  | 1897* |
| ----- | ----- | ----- | ----- | ----- | ----- |
| 2 467 | 2 962 | 6 100 | 6 145 | 7 047 | 6 412 |

| 1913  | 1920  | 1923  | 1926* | 1939* | 1959* |
| ----- | ----- | ----- | ----- | ----- | ----- |
| 7 700 | 4 357 | 7 092 | 6 642 | 6 600 | 9 012 |

| 1970*  | 1979*  | 1989*  | 2002*  | 2010*  | 2012   |
| ------ | ------ | ------ | ------ | ------ | ------ |
| 10 179 | 11 529 | 12 063 | 11 357 | 10 535 | 10 409 |

| 2013   | 2014   | 2015  | 2016  | 2017  | 2018  |
| ------ | ------ | ----- | ----- | ----- | ----- |
| 10 240 | 10 061 | 9 978 | 9 865 | 9 749 | 9 618 |

| 2019  | 2020  | 2021* | 2023  | - | - |
| ----- | ----- | ----- | ----- | - | - |
| 9 428 | 9 606 | 9 286 | 9 090 | - | - |

### Ethnies et langues
La ville de Souzdal est presque exclusivement peuplée de Russes. Selon le recensement de 2021, sur les 8 803 personnes ayant indiqué leurs ethnies, 96,63 % étaient Russes, soit 8 506 personnes. Si l'on prend la population totale, avec ceux n'ayant pas répondu à la question sur l'ethnie (volontairement ou non), ce pourcentage est de 91,6 %. Les ethnies suivantes sont les Ukrainiens avec 34 individus, suivis par les Géorgiens avec 22 personnes puis les Tadjiks avec 16 individus. À noter que 32 personnes à Souzdal ont indiqué qu'elles n'avaient pas d'ethnie, tandis que 483 personnes n'ont pas répondu à la question sur l'ethnie, dont 338 personnes ayant déclaré sur le formulaire ne pas vouloir répondre.
Le russe est presque la seule langue pratiquée dans la ville, avec 9 235 personnes le maîtrisant sur les 9 286 habitants de la ville, soit 99,45 %. 9 213 habitants utilisent le russe quotidiennement, soit 99,21 % de la population totale.
Résultats d'après le recensement de 2021:
| Ethnies    | Nombre de personnes, personnes | %     |
| ---------- | ------------------------------ | ----- |
| Russes     | 8506                           | 91,60 |
| Ukrainiens | 34                             | 0,37  |
| Géorgiens  | 22                             | 0,24  |
| Tadjiks    | 16                             | 0,17  |
| Arméniens  | 12                             | 0,13  |
| Azéris     | 12                             | 0,13  |
| Autres     | 684                            | 7,36  |
| Total      | 9286                           | 100   |

### Enseignement
Souzdal dispose de divers établissements scolaires dans ses limites. Il est représenté par 10 établissements d'enseignement municipaux, dont : 6 établissements préscolaires ; 4 établissements secondaires ainsi que 3 établissements d'enseignement complémentaire. Par ailleurs, la ville compte un orphelinat qui dispensent des ensignements aux enfants, sous la gestion de l'oblast de Vladimir. Sinon, la ville possède 1 établissement d'enseignement secondaire professionnel et 1 établissement d'enseignement professionnel supérieur,.
Le réseau d'établissements d'enseignement complémentaire est représenté par une école d'art, un centre d'éducation complémentaire et une école de sports,.

### Santé
La ville possède un établissement de santé qui est l'hôpital du raïon de Souzdal. Il dispose de 105 lits fonctionnant 24 / 24 h ainsi que 37 lits de jour.

### Culture et sport
Selon les chiffres de 2014, 69 clubs, sportifs ou culturels, étaient enregistrés dans la ville, qui avaient 6 423 adhérents. Parmi ces clubs, 29 étaient dans l'art populaire. Souzdal possède sur son territoire 1 stade, 2 piscines, 2 terrains de hockeys et 6 gymnases.
Le réseau d'institutions culturelles de la ville de Souzdal est représenté en 2021 par : trois bibliothèques, mais aussi par le Centre de culture et de loisirs de la ville de Souzdal et le Centre d'art populaire de la ville de Souzdal. Les deux centres culturels sont chargés de promouvoir les activités artistiques dans la ville.

## Économie

### Revenus
Le secteur public employait 3 724 personnes en 2022. Il y avait 2 864 personnes chez les grandes entreprises, et 860 personnes employées par les PME. De plus, il y avait 348 personnes travaillant dans des PME mais non enregistrés comme salariés (auto-entrepreneur par exemple). Ainsi, le secteur privé et celui public emploient chacun environ une moitié de la population active.
Le taux de chômage en 2022 était de 0,2 %. Le salaire nominal mensuel moyen en 2022 était de 38 258,5 roubles, soit en hausse de 14,9 % par rapport à 2021.

### Produit urbain brut
En 2017, le produit urbain brut de la ville s'élevait à 5 080,2 millions de roubles, et en 2014 à 5 505,1 millions de roubles. Le produit urbain brut de la ville par habitant s'élevait en 2014 à 550,5 mille roubles par habitant, tandis qu'il était de 467,6 mille roubles par habitants en 2013. Le produit du tourisme, réparti entre différents secteurs économiques, compose plus de la moitié du produit urbain brut.
| Secteur économique    | 2012 (%) | 2014 (%) |
| --------------------- | -------- | -------- |
| Industrie             | 41,7     | 43,0     |
| Commerce              | 33.3     | 31.3     |
| Restauration publique | 7.0      | 10.7     |
| Construction          | 3.6      | 1.1      |
| Services              | 11.4     | 11.4     |
| Investissements       | 3.0      | 2.5      |
| Total                 | 100      | 100      |

### Emplois
Au 1er janvier 2017, la population en âge de travailler s'élevait à 5 283 personnes, parmi lesquelles on comptait 4 839 employés dans la ville. Les principaux secteurs dans lesquels les employés se trouvent sont le commerce de gros et de détail et la réparation de véhicules, motos et produits ménagers à 11,01 % et l'hôtellerie et la restauration à 10,99 %.
Les 4 839 employés se répartissant dans les divers secteurs économiques comme suit :
| Répartition                                                                                            | 2017 | %     |
| --- | ---- | ----- |
| Agriculture et foresterie                                                                              | 29   | 0,6   |
| Pêche                                                                                                  | 0    | 0     |
| Industries manufacturières                                                                             | 515  | 10,64 |
| Production et distribution d'électricité, de gaz et d'eau                                              | 273  | 5,64  |
| Construction                                                                                           | 130  | 2,69  |
| Commerce de gros et de détail; réparation de véhicules et de motos, de produits ménagers et personnels | 533  | 11,01 |
| Hôtellerie et restauration                                                                             | 1258 | 26    |
| Transports et communications                                                                           | 283  | 5,85  |
| Activités financières                                                                                  | 18   | 0,37  |
| Transactions immobilières, location et prestation de services                                          | 412  | 8,51  |
| Administration publique et armée, sécurité sociale                                                     | 425  | 8,78  |
| Éducation                                                                                              | 532  | 10,99 |
| Prestations de services santé et de services cociaux                                                   | 281  | 5,81  |
| Prestations d'autres types de services                                                                 | 150  | 3,1   |
| Total                                                                                                  | 4839 | 100   |

### Entreprises
Au 1er janvier 2017, le nombre total d'entreprises s'élevait à 551 entreprises, dont 29,67 % ans le commerce de gros et de détail et la réparation de véhicules, motos et produits ménagers ; 26,86 % dans l'hôtellerie et la restauration ; 15,25 % dans les activités immobilières ; et 28,22 % dans d'autres secteurs. Près de 90 % des entreprises et organisations de la ville à cette date étaient des petites entreprises, avec un total de 499 unités. Le chiffre d'affaires des petites et moyennes entreprises s'élèvait à 3 569,6 millions de roubles au 1er janvier 2017.
L'économie de la ville est principalement soutenue par les petites et moyennes entreprises. Les PME occupent au 1er janvier 2023 près de 90 % du nombre d'entreprises dans la ville. Il y en a 447 (contre 499 unités en 2017), et elles sont représentées dans tous les secteurs économiques, bien que 57 % d'entre elles opèrent dans les seuls secteurs du commerce, du service à la personne, de la restauration et de l'hôtellerie. Seulement 6,5 % des PME sont dans le secteur du bâtiment, 2,5 % dans l'industrie, et le 34 % restant de PME opère dans d'autres secteurs.
| 2017                                                                                                   | %   |       |
| --- | --- | ----- |
| Agriculture et foresterie                                                                              | 18  | 3,27  |
| Pêche                                                                                                  | 0   | 0     |
| Industries manufacturières                                                                             | 5   | 0,91  |
| Production et distribution d'électricité, de gaz et d'eau                                              | 6   | 1,09  |
| Construction                                                                                           | 5   | 0,91  |
| Commerce de gros et de détail; réparation de véhicules et de motos, de produits ménagers et personnels | 164 | 29,67 |
| Hôtellerie et restauration                                                                             | 148 | 26,86 |
| Transports et communications                                                                           | 22  | 3,99  |
| Activités financières                                                                                  | 5   | 0,91  |
| Transaction immobilières, location et prestation de services immobiliers                               | 84  | 15,25 |
| Administration publique et armée, sécurité sociale                                                     | 25  | 4,54  |
| Éducation                                                                                              | 12  | 2,18  |
| Prestations de services santé et de services cociaux                                                   | 5   | 0,91  |
| Prestations d'autres types de services                                                                 | 52  | 9,44  |
| Total                                                                                                  | 551 | 100   |

### Tourisme

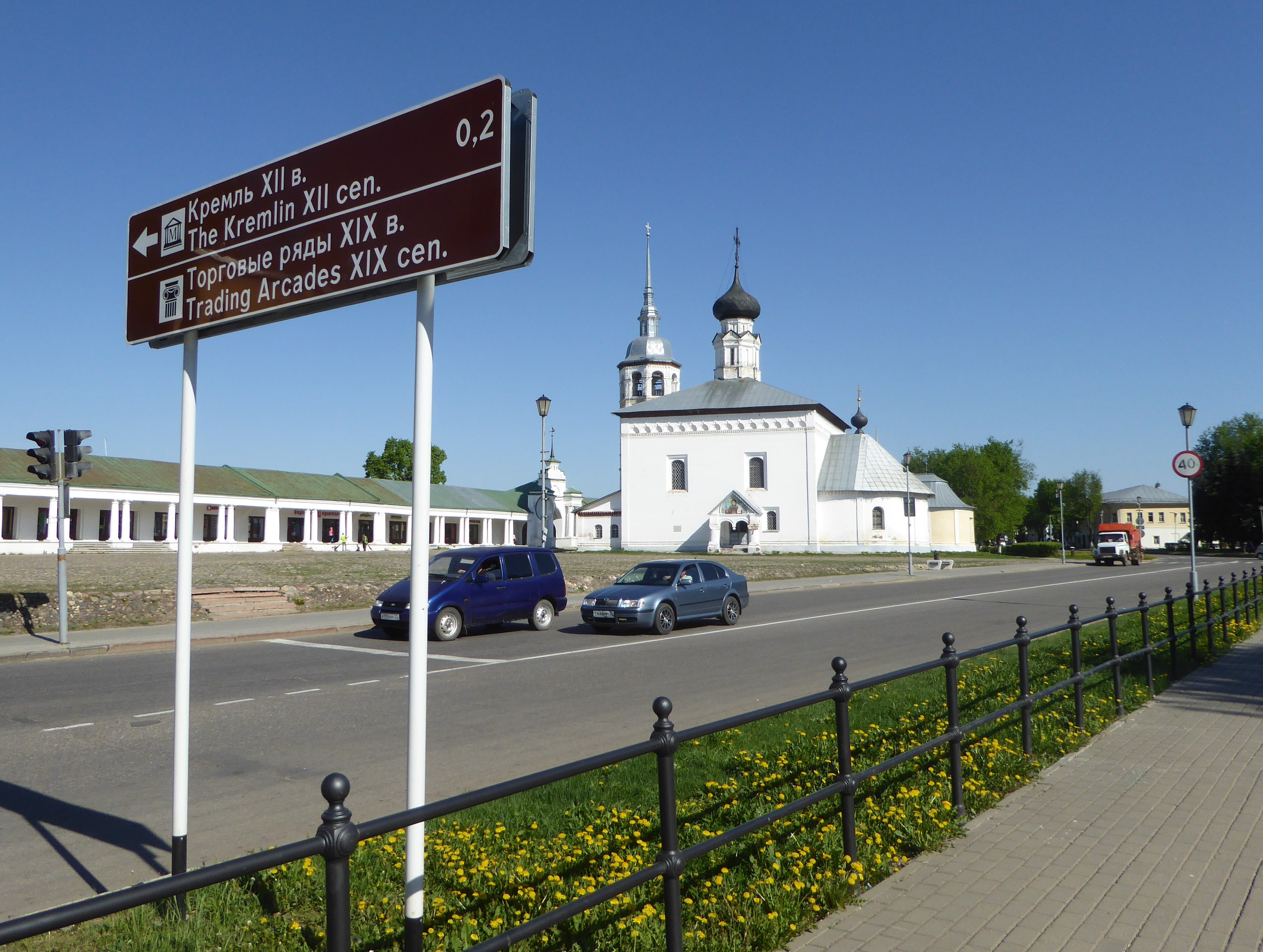
Panneau bilingue indiquant des monuments avec l'église de la Résurrection en arrière-plan.

Souzdal dispose d'une infrastructure touristique unique pour le pays. C'est la ville avec le plus de chambres par rapport au nombre d'habitants en Russie, avec 4 000 chambres d'hôtels en 2023 alors qu'il y a à peine 9 090 habitants. Avec le 1000e anniversaire de la ville, les capacités devraient encore augmenter, tandis que des infrastructures diverses et variées sont en construction. Un centre de glamping a ouvert en 2023, et une grande aire pour les campings-cars devrait ouvrir début 2024.
La ville de Souzdal —  seule par ailleurs de l'oblast — bénéficie du label des Plus Beaux Villages de Russie, décerné par une organisation indépendante visant à promouvoir les atouts touristiques de petits villages et villes russes riches d'un patrimoine de qualité. De la trentaine de localités qui y adhèrent à l'association fondée en 2015, elle est la sixième à l'avoir été le 8 septembre 2018. La classification exigeante entraîne des contraintes fortes visant à la protection du site.
Elle est l'une des deux seules localités de Russie —  l'autre étant Rostov Veliki — qui est à la fois dans l'Anneau d'Or, adhérente aux Plus Beaux Villages de Russie et classée ville historique de Russie. Elle est la seule localité à réunir ces trois caractères et plus à avoir des sites classés au patrimoine mondial (Rostov Veliki ayant un site classé sur la liste indicative seulement).

## Culture locale et patrimoine

### Lieux et monuments

Carte de la ville (périmètre bleu) avec la mise en évidence du périmètre historique protégé (en couleurs).

Souzdal compte 306 objets patrimoniaux culturels, dont 5 ensembles monastiques, 30 églises, 14 clochers et d'autres monuments et bâtiments. Sur l'ensemble des objets patrimoniaux, 76 sont classés d'importance fédérale, 167 sont d'importance régionale tandis que 49 sont des objets identifiés (en attente de classement),. Trois monuments font partie du patrimoine mondial au sein du site des monuments de Vladimir et de Souzdal, avec le kremlin de Souzdal, la cathédrale de la Nativité et le monastère du Sauveur-Saint-Euthyme.
En 2015, environ 10 % des objets patrimoniaux étaient déclarés dans un « état insatisfaisant ».

#### Liste des édifices de Souzdal
Plus de quarante églises et monastères et quelques édifices civils se situent à Souzdal. Parmi ceux-ci:
| №   | Nom                                                | Emplacement | Époque de construction | Photo |
| --- | -------------------------------------------------- | ----------- | ---------------------- | ----- |
| 1.  | Kremlin de Souzdal                                 | Souzdal     | 1635                   |       |
| 2.  | Galeries commerciales de Souzdal                   | Souzdal     | 1806                   |       |
| 3.  | Cathédrale de la Nativité (Souzdal)                | Souzdal     | 1222-1225.             |       |
| 4.  | Église de la Dormition (Souzdal)                   | Souzdal     | 1719.                  |       |
| 5.  | Église de la Résurrection (Souzdal)                | Souzdal     | 1720                   |       |
| 6.  | Église de la Résurrection de Lazare                | Souzdal     | 1667                   |       |
| 7.  | Église d'Antipas de Pergame (Souzdal)              | Souzdal     | 1745                   |       |
| 8.  | Église Saints-Boris-et-Gleb (Souzdal)              | Souzdal     | 1749(?)                |       |
| 9.  | Église du prophète Élie (Souzdal)                  | Souzdal     | 1744                   |       |
| 10. | Église de Smolensk (Souzdal)                       | Souzdal     | 1696-1706              |       |
| 11. | Couvent de l'Intercession (Souzdal)                | Souzdal     | 1364                   |       |
| 12. | Monastère d'Alexandre (Souzdal)                    | Souzdal     | 1240(?)                |       |
| 13. | Monastère du Sauveur-Saint-Euthyme                 | Souzdal     | 1352                   |       |
| 14. | Cathédrale de la Transfiguration (Souzdal)         | Souzdal     | 1511-1594              |       |
| 15. | Monastère de la Déposition-de-la-robe-de-la-Vierge | Souzdal     | 1207.                  |       |
| 16. | Église de l'Entrée du Christ à Jérusalem           | Souzdal     | 1702-1707              |       |
| 17. | Église du Tsar Constantin                          | Souzdal     | 1707                   |       |

### Cinémas et tournages
Le 7e art a sa place au sein de la cité historique. La ville est en effet l'une des plus représentées dans la cinématographie soviétique et russe. Ses rues, les cloches de ses églises, les murs de ses monastères, ses maisons anciennes et ses portes son ainsi visibles dans de nombreux films. En raison de cet attrait cinématographique, la ville possède depuis 2009 un musée du cinéma, qui s'est implanté sur le lieu de tournage de la série télévisée Ivan le Terrible (ru), sur une rive de la Kamenka près du monastère du Sauveur Saint-Euthyme. Plus d'une soixantaine de films, séries télévisées ou téléfilms ont été tourné à Souzdal, parmi lesquels :
- 1959 : La Ballade du soldat
- 1964 : Les Vivants et les Morts
- 1964 : La Tempête de neige
- 1966 : Andreï Roublev
- 1966 : Douchetchka
- 1966 : Étoiles de jour
- 1969 : Des gens étranges
- 1980 : Le Début des affaires glorieuses
- 1981 : La Jeunesse de Pierre le Grand
- 1982 : Magiciens
- 1986 : Pierre le Grand
- 1984 : Les Âmes mortes
- 2009 : Tsar

### Manifestations culturelles et festivités

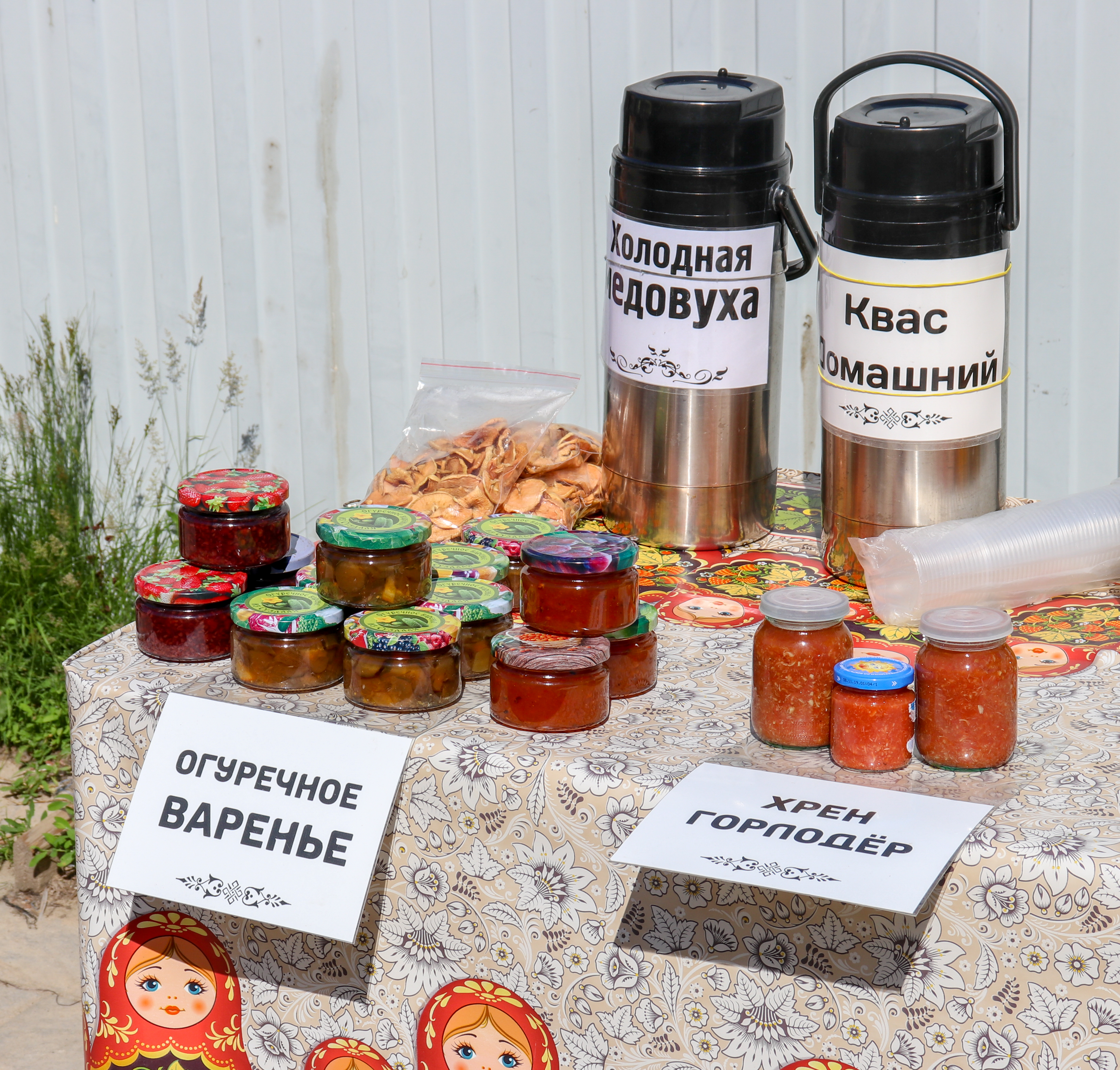
Confiture de concombre (gauche) et gorodiol (droite) sur une étale.

Durant l'année, Souzdal accueille plusieurs festivals de musique, de cinéma ainsi que des festivals divers et variés, dont certains liés aux fêtes nationales (Jour de la Russie, Jour de la Victoire). Pour l'année 2022, Souzdal a accueilli 21 manifestations culturelles et festivités. En 2024, la ville devrait tenir 25 évènements et festivités.
En juillet se tient le jour des laptis, les laptis étant des chaussures traditionnelles russes fabriquées avec des lanières d’écorce de tilleul, de bouleau ou d’orme. La journée commence par une course de relais avec ces chaussures traditionnelles, puis des tournois, toujours avec ces chaussures, de football, tennis, saut, lancer et autres. Un grand marché a lieu tandis que le soir un concert avec des artistes locaux est tenu. La journée se finit par un feu d'artifice.

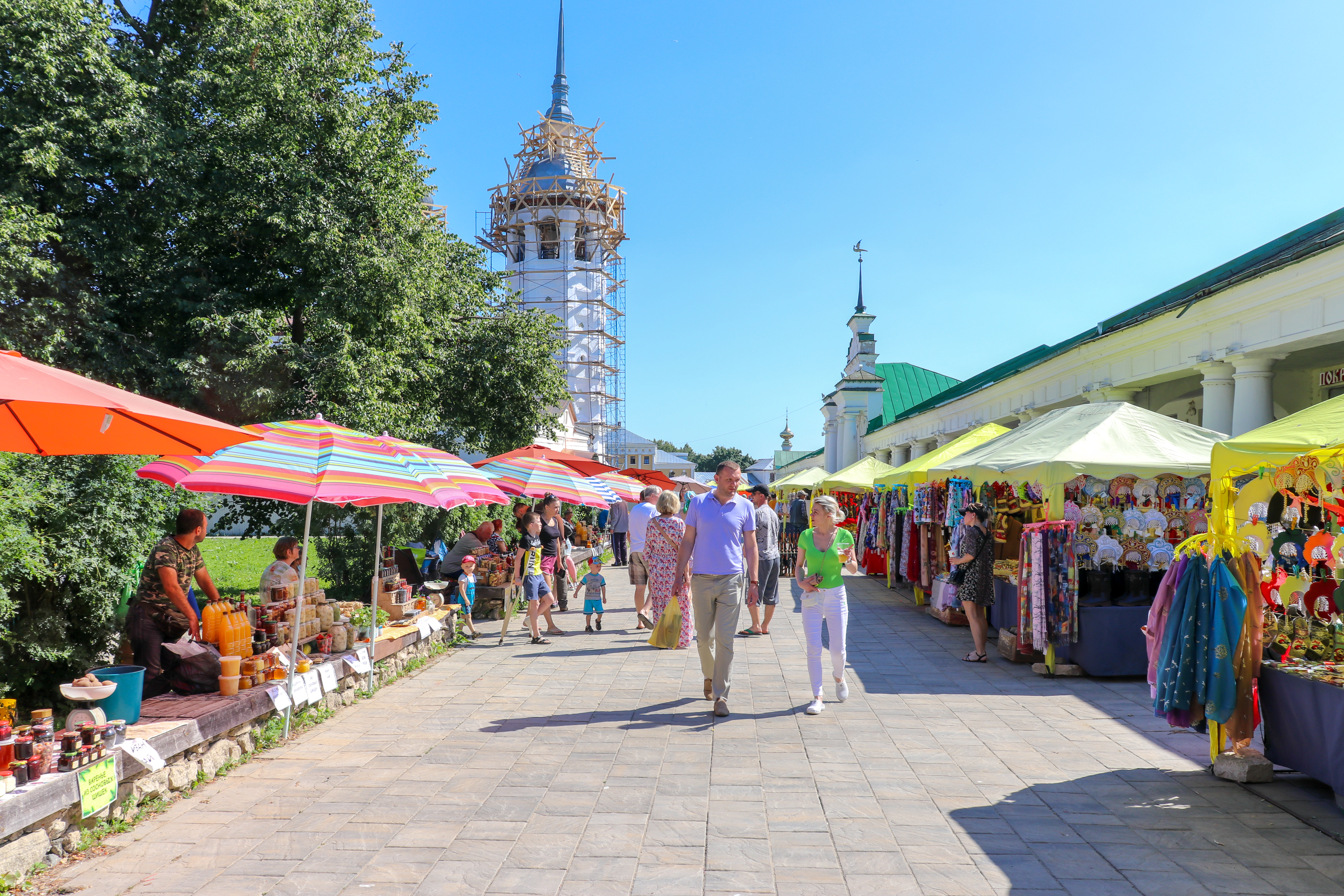
Marché place Torgovaïa en été.

Pendant quelques jours à la mi-juillet, la ville tient la « journée du concombre ». La ville le dédie à ce légume car elle le considère comme sa fierté, de nombreux agriculteurs le cultivant dans les environs. Les agriculteurs et autres commerçants viennent exposer leurs concombres, marinés, salés, trempés ou frits. La ville met des musiques folkloriques et organise des activités de danse. Lors de ces journées, des poètes viennent réciter, et des banderoles glorifiant le légume sont mises à travers la ville, sans compter les divers souvenirs.
Chaque premier samedi du mois d'août se tient l'évènement le plus important aux yeux des habitants : le jour de la ville. La ville est décorée de drapeaux et d'affiches, tandis que la place du Commerce devient à nouveau lieu de célébration. Le matin, de l'hôtel de ville à la place en prenant la rue Lénine, un cortège festif débute la journée. Puis, sur la scène installée sur la place, des artistes (troupes de théâtres, écoliers) se produisent. Il y a un grand marché, des concours avec des prix, ainsi que des attractions pour enfants. Le soir, la ville tient un concert, populaire avec des stars russes. Il y a un feu d'artifice en fin de soirée, avant que la soirée se termine par des bals populaires et suite du concert. Lors de la journée de 2023, il y eut entre autres un tournoi de football, des concerts de musique, un spectacle de théâtre et un concert de la Philharmonie de l'oblast de Vladimir.

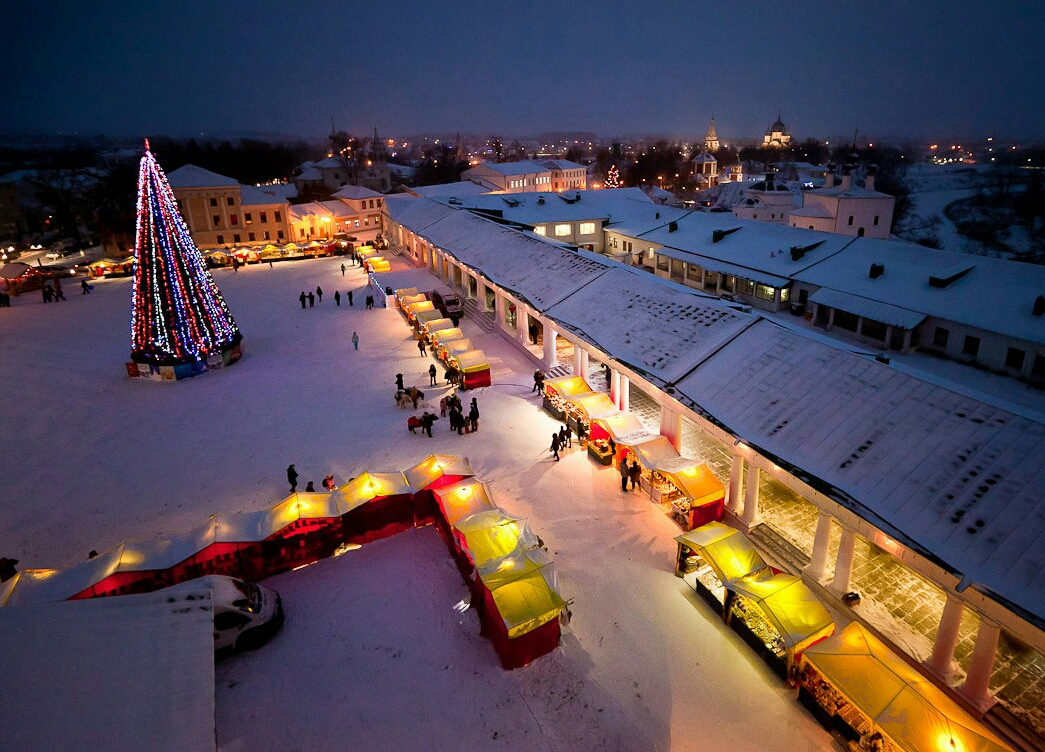
Place Torgovaïa et Galeries commerciales à Noël.

Depuis environ une décennie, le musée-réserve de Vladimir-Souzdal a relancé la tradition de la fête du sauveur des pommes. Coïncidant avec la fête de la Transfiguration, elle se tient chaque 19 août. Cette fête célèbre le début des récoltes des pommes et marque l'approche de l'automne. La fête, qui attire de nombreux touristes du pays, commence par le tintement des cloches du monastère du Sauveur-Saint-Euthyme, puis une bénédiction dans la cathédrale de la Transfiguration. Sur la place du commerce, un marché principalement de pommes mais aussi d'autres produits locaux a lieu. Des animations comme des spectacles folkloriques, des chants et poèmes, et concerts ont lieu.
La fin d'année et le Nouvel An sont marqués par diverses festivités, qui attirent les touristes. La place Torgovaïa accueille un marché de Noël qui se répand aussi dans les rues avoisinantes. Un sapin de Noël est installé sur la place, et tous les soirs de la période ont lieu des animations (concours, spectacles de danse). Des feux d'artifice sont tirés lors du Nouvel An. Bien que la ville soit petite, elle est réputée pour les festivités de Noël et du Nouvel An, attirant des touristes y compris de Moscou. Sinon durant l'hiver, la ville a de nombreuses activités liées à la saison. Il y a des promenades sur traîneau tirés par des animaux, et les petites collines peuvent être dévalées sur des skis ou sur des luges.

### Distinctions
La ville de Souzdal a reçu plusieurs labels et autres distinctions qui reconnaissent son attractivité culturelle et économique. La ville est considérée comme le berceau de l’État russe, car ses princes, qui devinrent prince de Vladimir puis de Moscou, allaient rassembler la Russie en un seul pays,.
Le 20 août 1974, par décret du Présidium du Soviet suprême de l'URSS, la ville a reçu l'Ordre de l'Insigne d'honneur, pour la « grande contribution des travailleurs de la ville à la promotion du patrimoine culturel, à la préservation et à la restauration des monuments de l'ancienne Russie l'art et l'architecture, le développement du tourisme de masse » ainsi que pour son 950e anniversaire. Elle est l'une des 37 villes d'ex-URSS à avoir été récipiendaire de cet ordre. En 1983, Souzdal a reçu le prix soviétique « Pomme d'Or » pour la préservation et la restauration des monuments culturels ainsi que leur utilisation pour créer un centre touristique.
Depuis la liste révisée de 2010, la ville est inscrit à la liste des villes historiques de Russie avec quarante-quatre autres villes. Le 8 septembre 2018, après une procédure méticuleuse, la ville a été admise à l'association des Plus Beaux Villages de Russie, qui compte une trentaine de localités en Russie.
Le 29 janvier 2015, un décret du président de la fédération de Russie Vladimir Poutine, a annoncé la célébration du 1000e anniversaire de la ville en 2024. Ce décret implique que des ressources fédérales seront impliquées dans l'anniversaire de la ville et les travaux en préparation,.

## Personnalités liées à la ville
- Iouri Kougatch (1917-2013), peintre soviétique et russe, y est né.